# Santiago de Xile
La ciutat de Santiago de Xile (oficialment Santiago de Chile) és la ciutat més gran i la capital de la República de Xile.
És en la vall central del país, i l'àrea metropolitana, anomenada Gran Santiago, té més de set milions d'habitants, més d'un terç de la població total del país. L'aglomeració de Santiago no constitueix una sola unitat administrativa sinó que inclou el territori de 36 municipis. La major part de la metròpoli es troba dins de la Província de Santiago, amb alguns municipis a les províncies de Cordillera, Maipo, Melipilla i Talagante.
La ciutat alberga els principals organismes administratius, comercials, culturals, financers i governamentals del país —a excepció del Congrés Nacional, de l'Armada de Xile, del Servei Nacional de Duanes, del Servei Nacional de Pesca i del Consell Nacional de la Cultura i les Arts, establerts a Valparaíso. És seu de la Comissió Econòmica per a Amèrica Llatina i el Carib (CEPAL).
Santiago és a una altitud mitjana de 567 msnm. El 2002 la conurbació s'estenia sobre 867,75 km² i tenia 5.428.590 habitants, el que equivalia a prop del 35,9% de la població total del país. Santiago és la setena ciutat més habitada d'Amèrica Llatina i segons algunes estimacions, una de les cinquanta aglomeracions urbanes més poblades del món.
Santiago es posiciona habitualment com una ciutat capdavantera a l'Amèrica Llatina en una sèrie de sectors socials, econòmics i ambientals. És un important centre de negocis, així com la cinquena amb millor qualitat de vida —la tercera sud-americana i la 90a del món— i la cinquena més segura —la tercera sud-americana i la 107a mundial. A més, és classificada com una ciutat mundial de «classe alfa -»,
 i la 53a ciutat amb majors ingressos del món, amb un PIB de 91.000 milions de dòlars el 2005 i un estimat de 160.000 milions de dòlars cap al 2020.
Segons un estudi publicat per la multinacional del sector tecnològic Indra, Santiago i la ciutat colombiana de Medellín serien, amb diferència, les millors ciutats llatinoamericanes per viure.

## Història

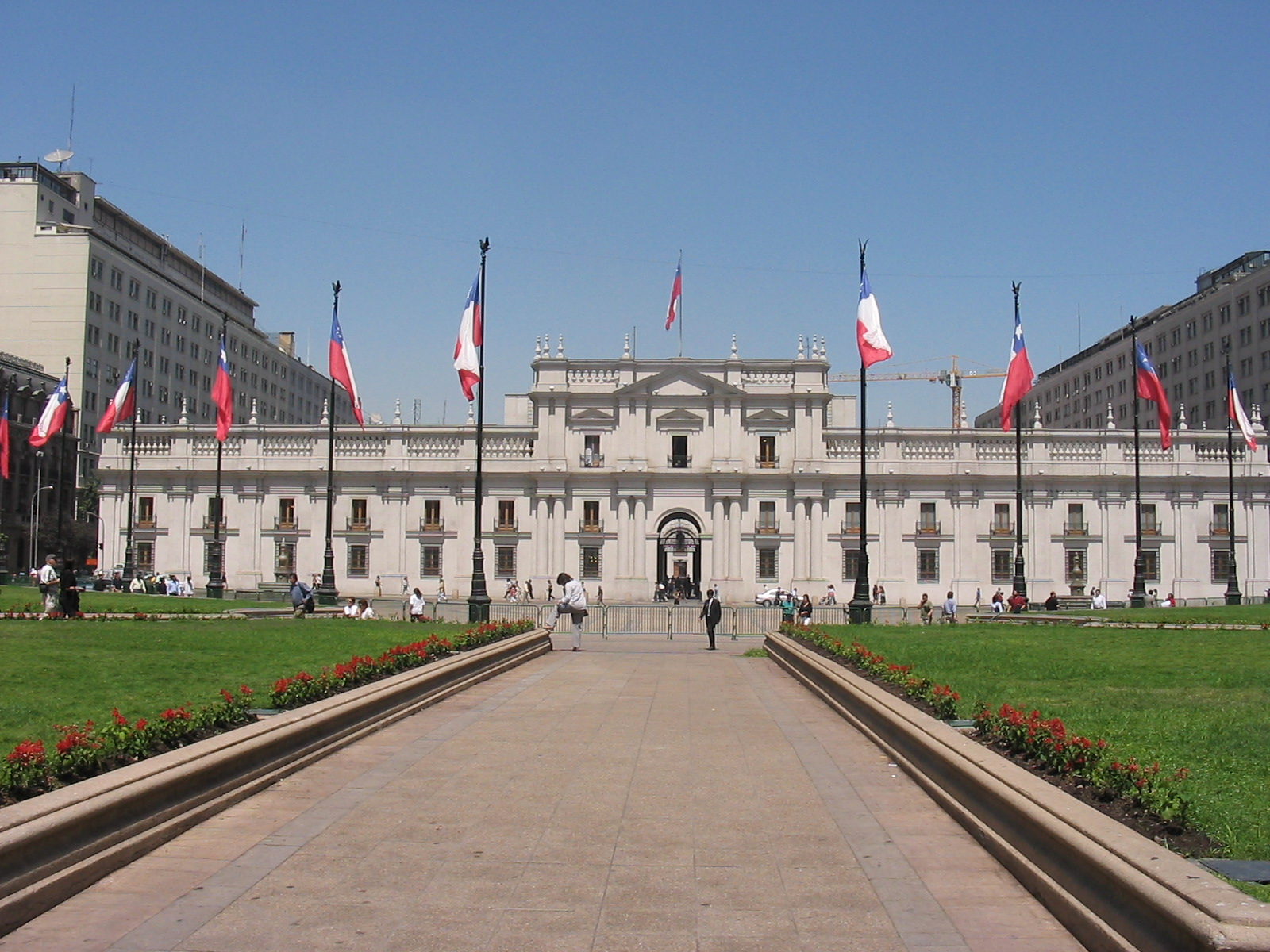
Palau de la Moneda, seu de la Presidència de la República de Xile.

Santiago va ser fundada amb el nom de Santiago de la Nueva Extremadura (Santiago de la Nova Extremadura) pel conqueridor extremeny Pedro de Valdivia, el 12 de febrer de 1541 a la vall de Mapocho, una zona de clima temperat i fàcil de defendre, com que el riu Mapocho hi fa una illa fluvial. Els primers edificis hi van ser construïts amb el suport dels indígenes nadius picunches. Va ser designada com a capital de Xile el 1818.
Durant el segle xix, Santiago va ser una ciutat petita amb pocs edificis importants, excepte el Palau de la Moneda, i altres construccions cíviques i religioses. De 1880 a 1890 l'extracció de guano a la regió nord de Xile va precipitar el desenvolupament i la prosperitat de la ciutat. Santiago va començar un procés de modernització durant els anys trenta del segle xx, amb la construcció del Barrio Cívico, envoltant el Palau de la Moneda. La ciutat va créixer en població i rebre molts immigrantd del nord i sud del país.
Després de la transició a la democràcia i del desenvolupament subsegüent del país, Santiago s'ha convertit en un centre financer important de Llatinoamèrica, i ha rebut en diverses ocasions la distinció de Millor ciutat per a fer negocis de Llatinoamèrica.

### Orígens i fundació

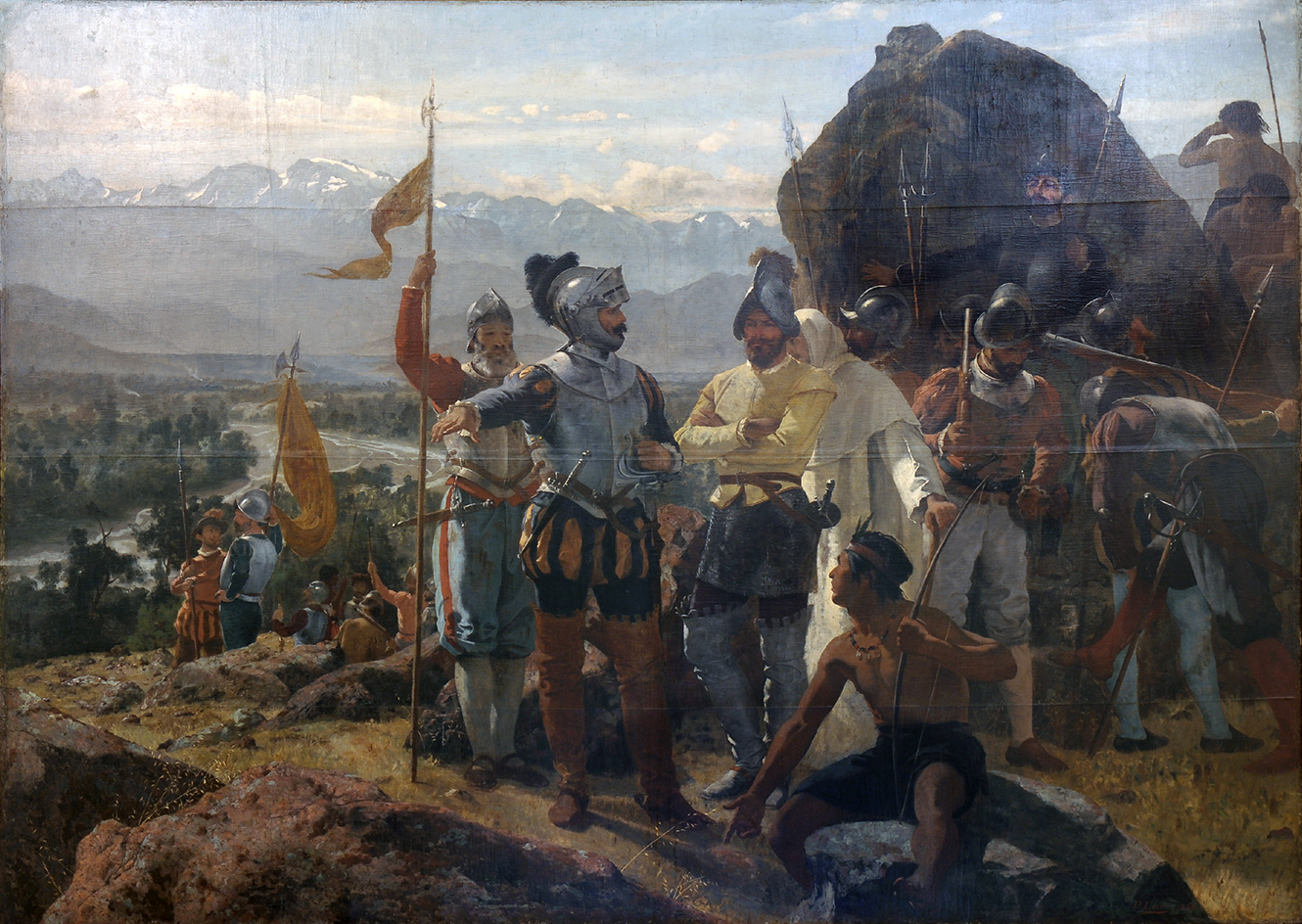
La fundació de Santiago, oli de Pedro Lira (1888). L'obra mostra a Pedro de Valdivia proclamant la fundació de la ciutat, el 12 de febrer de 1541.

D'acord amb certes recerques arqueològiques, a la conca de Santiago s'haurien establert els primers grups humans devers el desè mil·lenni aC Aquests grups eren nòmades caçadors-recol·lectors, que transitaven des del litoral cap a l'interior en cerca de guanacs durant l'època dels desglaços serrans. Prop de l'any 800, van començar a instal·lar-s'hi els primers habitants sedentaris quan es van formar comunitats agrícoles al costat del riu Mapocho, principalment de blat de moro, papa i poroto, i la domesticació dels auquènids de la zona.
Els pobles establerts a les zones pertanyien a grups picunches (nom donat pels xilens) o promaucaes (nom donat pels inques), sotmesos a l'Imperi Inca des del final del segle xv fins a començaments del segle xvi. Els inques van establir a la vall alguns mitimaes, sent el principal un instal·lat al centre de l'actual ciutat, fortaleses com el huaca de Chena i el santuari del turó El Plom. La zona hauria servit com a base per a les expedicions inques cap al sud, i com a nus viaris del Camí de l'Inca.
Després d'haver estat enviat per Francisco Pizarro des del Perú i realitzar una llarga travessia des de Cuzco, el conqueridor extremeny Pedro de Valdivia va arribar a la vall del Mapocho, el 13 de desembre de 1540. Les hosts de Valdivia van acampar al costat de les aigües del riu, a les faldilles del turó Tupahue i van començar lentament a entaular relacions amb els indis picunches que habitaven la zona, després de la qual cosa Valdivia va convocar als cacics de la zona a un parlament on els va explicar que volia fundar una ciutat en nom del rei Carles I d'Espanya, que seria la capital de la governació de Nova Extremadura. Els indígenes haurien acceptat i fins i tot li haurien recomanat la fundació de la localitat en una petita illa entre dos braços del riu al costat d'un petit turó anomenat turó Huelén.
El 12 de febrer de 1541, Valdivia va fundar oficialment la ciutat de Santiago de la Nova Extremadura en honor de l'apòstol Santiago, sant patró d'Espanya, a la rodalia del turó Huelén, reanomenat pel conqueridor com «Santa Lucía». Seguint les normes colonials, Valdivia va encomanar el traçat de la nova ciutat l'«alarife» Pedro de Gamboa, que va dissenyar la ciutat en forma de pla hipodàmic. Al centre va dissenyar una plaça major, al voltant de la qual es van construir la catedral, la presó i la casa del governador. En total s'hi van construir vuit quadres de nord a sud, i deu d'orient a ponent que van ser lliurats als colonitzadors, que hi van construir cases de fang i palla.
Valdivia va partir mesos després al costat dels seus soldats cap al sud, continuant la Guerra d'Arauco. Santiago va quedar desprotegida, la qual cosa va ser aprofitat per les hosts indígenes de Michimalonco, les quals van atacar la incipient urbs. L'11 de setembre de 1541, la ciutat va ser arrasada pels indígenes, però els 55 espanyols de la guarnició van aconseguir derrotar els atacants. Pel que sembla, la resistència va ser liderada per Inés de Suárez, parella de Valdivia. La ciutat seria reconstruïda lentament donant protagonisme a la recentment fundada Concepción, on es fundaria la Reial Audiència de Xile el 1565. No obstant això, el constant perill que afrontava Concepción degut, d'una banda, a la seva proximitat del conflicte bèl·lic, i per una altra a una successió de desoladors terratrèmols, no permetria l'establiment definitiu de la Reial Audiència a Santiago fins a l'any 1607, reafirmant-se el seu rol de capital.

### La ciutat delseglexix

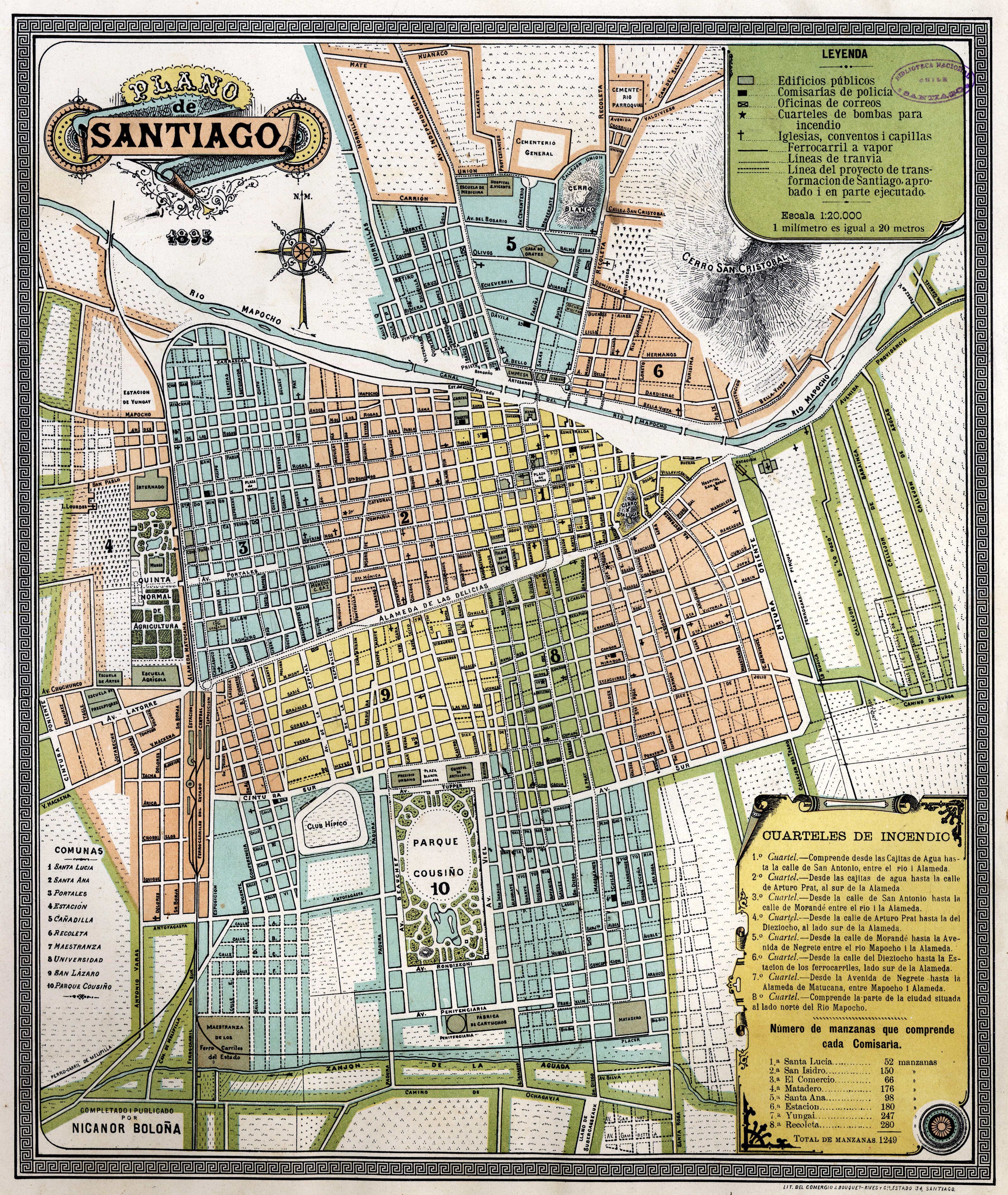
Mapa de Santiago el 1895.

Durant la denominada República Conservadora es van crear diverses institucions, principalment de caràcter educatiu com la Universitat de Xile i la Cinquena Normal d'Agricultura. Els canals que recorrien la ciutat per a l'evacuació d'aigües servides van desaparèixer donant pas al clavegueram, al que es van sumar les primeres xarxes de gas, aigua potable i enllumenat públic, i el 1851 es va establir el primer sistema de telegrafia amb Valparaíso. No obstant això, un tràgic fet va passar a la ciutat quan més de 2.000 persones van morir en l'incendi de l'Església de la Companyia el 8 de desembre de 1863.
Un nou impuls en el desenvolupament urbà de la capital es va produir durant l'anomenada República Liberal i l'administració de l'intendent de la ciutat, Benjamín Vicuña Mackenna, dins de les principals obres del qual van destacar la remodelació del turó Santa Lucía, que va passar de ser una zona de deixalles a un parc adornat amb obres arquitectòniques neoclàssiques, la creació d'un camí que envoltava la ciutat, que en aquesta època tenia una extensió similar a l'actual comuna de Santiago, i la remodelació de l'Albereda. Aquesta avinguda es va consagrar com l'artèria central de la ciutat gràcies al desenvolupament de diversos palaus petits construïts per l'oligarquia beneficiada per l'auge econòmic derivat de la mineria del coure i el salnitre. Moltes de les principals obres urbanes eren finançades per aportacions voluntàries dels veïns il·lustres, destacant obres com el Teatre Municipal, el Club Hípic o l'actual Parc O'Higgins, construït pel filantrop Luis Cousiño el 1873.
La ciutat es va convertir ràpidament en el principal nus del sistema ferroviari xilè, el principal mitjà de transport durant més d'un segle. El primer ferrocarril va arribar a la ciutat el 14 de setembre de 1857 i el 1884 va ser inaugurada l'Estación Central de Santiago. Mil vehicles particulars i cinc-cents d'arrendament circulaven a Santiago cap a aquests anys i 45.000 persones utilitzaven diàriament el tramvia. Els primers telèfons van ser instal·lats durant els anys 1880 i en menys de deu anys existien més de 1.200 línies.
Ja concloent el segle, es van construir sistemes de recol·lecció d'aigües de les pluges per evitar inundacions al centre i s'iniciarien les obres de canalització del riu Mapocho, i per això va ser necessària la demolició dels tallamars i del Pont de Calicanto, ocorreguda el 10 d'agost de 1888. Per a aquest llavors, Santiago tenia una població propera als 256.000 habitants, escampats en una extensió de 3.766 hectàrees. Molts d'aquests habitants vivien en barriades pobres, excloses del desenvolupament urbà fomentat per l'oligarquia, fora de les vores de la ciutat com als barris occidentals de Yungay i Chuchunco.

### El Santiago del Centenari

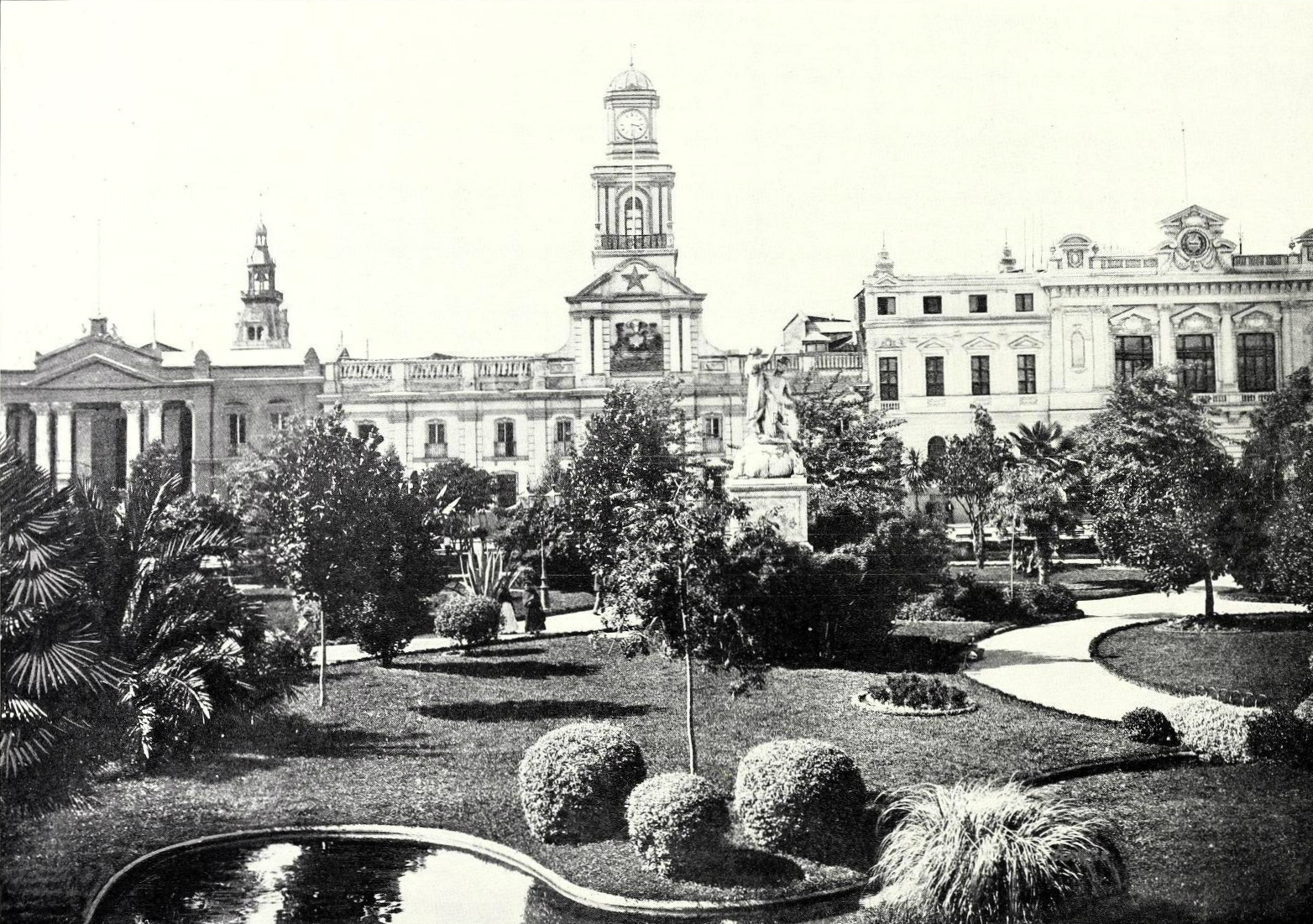
La Plaça d'Armes de Santiago el 1906.

Amb l'adveniment del nou segle, la ciutat va començar a experimentar diversos canvis relacionats amb el fort desenvolupament de la indústria. Valparaíso, que fins avui havia estat el centre econòmic del país, comença lentament a perdre protagonisme a favor de la capital. Ja el 1895 el 75% de la indústria fabril nacional radicava a la capital i només un 28% en el port, i cap al 1910 els principals bancs i botigues comercials es van instal·lar als carrers del centre de la ciutat, abandonant Valparaíso.
La promulgació tant de la llei de Comuna Autònoma i el Decret de Creació de Municipalitats de Xile permetrien la creació de diverses divisions administratives en el Departament de Santiago, amb la finalitat de millorar l'administració local. Maipú, Ñuñoa, Renca, Lampa i Colina es crearien el 1891, Providencia i Barrancas el 1897; i el 1901, Las Condes. En el departament de la Victoria, s'originarien El Cañas el 1891, el que seria dividit en La Granja i Puente Alto el 1892. El 1899 naixeria La Florida i el 1925, La Cisterna.
El Cerro San Cristóbal va començar en aquest període un llarg procés de millorament. El 1903 es va instal·lar un observatori astronòmic i a l'any següent es va col·locar la primera pedra del santuari marià en el seu cim, el qual es caracteritza per la imatge de 14 metres de la Mare de Déu, visible des de diversos punts de la ciutat. No obstant això, la idea de reforestar-lo no seria completa fins algunes dècades després.
Amb el desig de celebrar el Centenari de la República el 1910, es van executar diverses obres urbanes. Va ser ampliada la xarxa de ferrocarrils, que permet la connexió de la ciutat amb els seus naixents suburbis, a través del ferrocarril de circumval·lació i el que portava al Calaix del Maipo, mentre es va construir una nova estació ferroviària al nord de la ciutat: l'Estació Mapocho. En els terrenys guanyats per la canalització del Mapocho, es va crear el Parc Forestal i es van inaugurar els nous edificis del Museu Nacional de Belles Arts, de l'Internat Nacional i de la Biblioteca Nacional. A més, serien finalitzats els treballs de clavegueram, que cobrien a prop del 85% de la població urbana.

### Explosió demogràfica

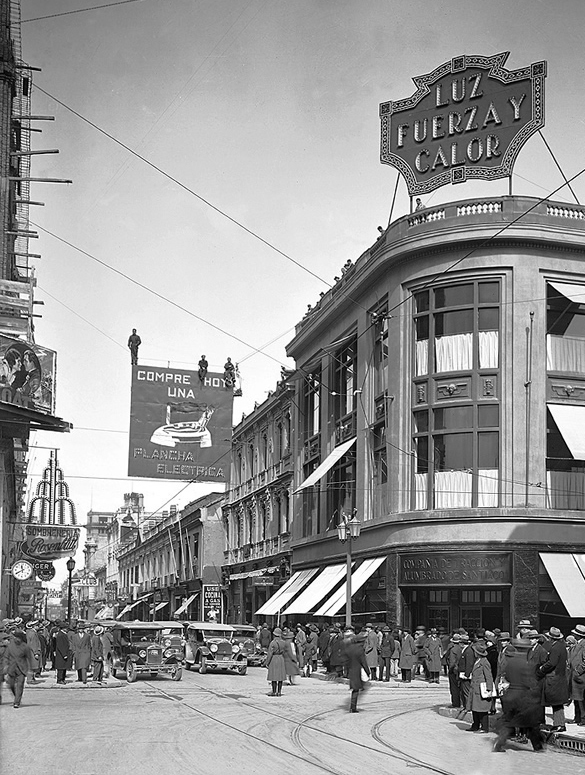
Vista del Passeig Ahumada, al centre de la ciutat, als anys 1920

El 1920 el cens estimava una població a Santiago de 507.296 habitants, sigui 13,6% de la població total del país. Aquesta xifra representava un augment d'un 52,47% pel que fa al cens de 1907, és a dir, un creixement anual del 3,3%, gairebé tres vegades més que la xifra a escala nacional. Aquest creixement s'explica principalment per l'arribada de camperols des del sud que arribaven a treballar a les fàbriques i ferrocarrils en construcció. No obstant això, aquest creixement es va experimentar a la perifèria i no en el nucli urbà pròpiament dit.

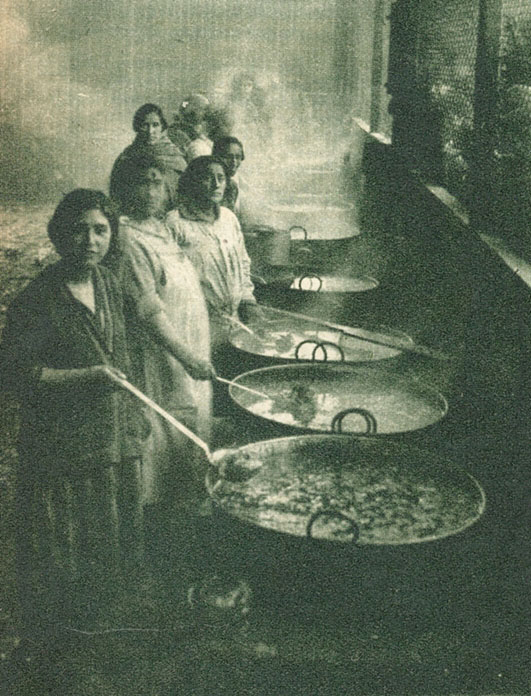
Dones preparen olles comunes, el 1932.

En aquests anys, el centre de la ciutat es va consolidar com un barri netament comercial, financer i administratiu, amb l'establiment de diversos portals i locals al voltant del Passeig Ahumada i del Barri Cívic a l'entorn immediat del Palau de la Moneda. Aquest últim projecte va significar la construcció de diversos edificis modernistes per a l'establiment de les oficines de ministeris i altres serveis públics, donant la puntada de peu inicial per a la construcció d'edificis de mitjana altura. D'altra banda, els habitants tradicionals del centre van començar a emigrar a fora de l'urbs cap a sectors més rurals com Providència i Ñuñoa, que van acollir a l'oligarquia i als immigrants europeus professionals, i San Miguel per a les famílies de classe mitjana. A més, a la perifèria van començar a construir-se diverses viles per als associats de diverses organitzacions sindicals de l'època. La modernitat es va expandir a la ciutat, amb l'aparició dels primers cinemes, l'extensió de la xarxa telefònica i la inauguració de l'Aeroport Los Cerrillos el 1928, entre altres avançaments.

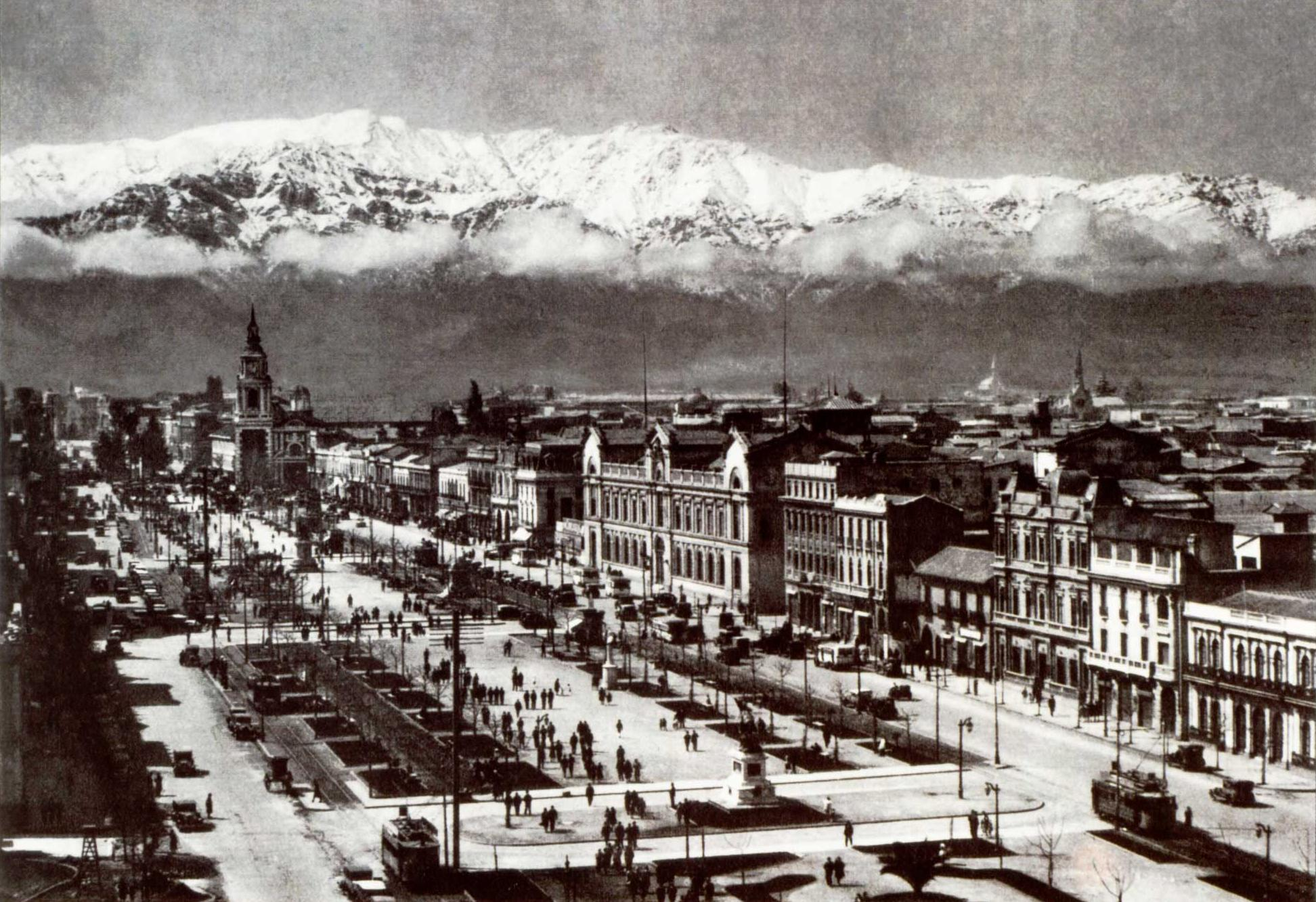
Vista de l'Avinguda Alameda el 1930.

La sensació d'una era de creixement econòmic reflectit en els avanços tecnològics contrastava profundament amb les classes socials més baixes. El creixement de les dècades anteriors es va convertir en una explosió demogràfica sense precedents des de 1929. La Gran Depressió va generar el desplom de la indústria salitrera del nord, deixant 60.000 aturats, cosa que sumada a la caiguda de les exportacions agrícoles, va totalitzar uns tres-cents mil aturats a escala nacional. Aquests van veure la puixant indústria de la gran ciutat com l'única oportunitat de sobreviure. Molts migrants hi van arribar sense res i milers van viure al carrer com que no podien llogar alguna habitació. Les malalties es van expandir i la tuberculosi va cobrar la vida de centenars d'indigents. L'atur i el cost de la vida van augmentar de manera important, mentre el sou dels santiaguins van caure.
La situació només va canviar anys més tard amb un nou auge industrial fomentat per la Corporació de Foment de la Producció i l'expansió de l'aparell estatal a la darreria dels anys 1930. En aquesta època, l'aristocràcia va perdre gran part del poder que ostentava i la classe mitjana, composta per comerciants, buròcrates i professionals, va adquirir el protagonisme de la política nacional. En aquest context, Santiago va començar a desenvolupar-se cap a les masses, mentre les classes benestants tendeixen a refugiar-se als barris alts de la capital. Així, els antics passeigs de la classe adinerada, com el Parc Cousiño i l'Alameda, perden l'hegemonia enfront de recintes d'esplai popular, com l'Estadi Nacional sorgit el 1938.

### El Gran Santiago
| Creixement relatiu de Santiago, per comunes |      |      |      |      |
|                                             | 1940 | 1952 | 1960 | 1970 |
| Barrancas                                   | 100  | 223  | 792  | 1978 |
| Conchalí                                    | 100  | 225  | 440  | 684  |
| La Granja                                   | 100  | 264  | 1379 | 3424 |
| Las Condes                                  | 100  | 197  | 506  | 1083 |
| Ñuñoa                                       | 100  | 196  | 325  | 535  |
| Renca                                       | 100  | 175  | 317  | 406  |
| San Miguel                                  | 100  | 221  | 373  | 488  |
| Santiago                                    | 100  | 104  | 101  | 81   |

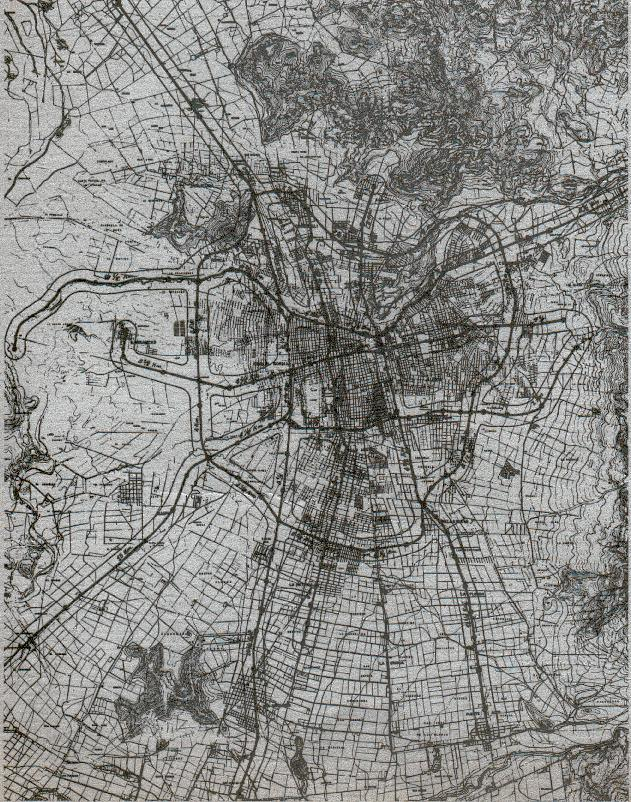
Extensió del Gran Santiago el 1965.

Durant les dècades següents, Santiago va continuar creixent de forma imparable. El 1940 la ciutat acumulava 952.075 habitants, el 1952 aquesta xifra va arribar als 1.350.409 habitants i el cens de 1960 va totalitzar 1.907.378 santiaguins. Aquest creixement es va reflectir a la urbanització dels sectors rurals de la perifèria, on es van establir famílies de classe mitjana i baixa amb habitatges estables: el 1930 l'àrea urbana tenia una extensió de 6.500 hectàrees, que el 1960 va arribar a les 20.900 i el 1980 a les 38.296. Encara que la majoria de les comunes continuaven creixent, aquest es va concentrar principalment en comunes perifèriques com Barrancas al ponent, Conchalí al nord i La Cisterna i La Granja al sud. En el cas de la classe alta, aquesta va començar a apropar-se al sector de la preserralada de Las Condes i La Reina. El centre, per contra, va perdre habitants deixant més espai per al desenvolupament del comerç, la banca i les activitats governamentals.
Aquest creixement es va realitzar sense cap mena de regulació i només van començar a aplicar-se durant els anys 1960 amb la creació de diversos plans de desenvolupament del Gran Santiago, concepte que reflectia la nova realitat d'una ciutat molt més àmplia. El 1958 va ser llançat el Pla intercomunal de Santiago i que proposava l'organització del territori urbà, fixant un límit de 38.600 hectàrees urbanes i semiurbanes, per a una població màxima de 3.260.000 habitants, la construcció de noves avingudes, com l'Avinguda Circumval·lació Américo Vespucio i la ruta 5 Panamericana, l'eixample de les existents i l'establiment de «cordons industrials». La celebració de la Copa del Món de futbol de 1962 va donar una nova embranzida a les obres de millorament de la ciutat. El 1966 es va crear el Parc Metropolità de Santiago en el turó San Cristóbal i el Ministeri d'Habitatge i Urbanisme de Xile va donar principi a l'erradicació de poblacions "callampas" i la construcció de nous habitatges com la Remodelació San Borja, a la rodalia de la qual va ser construït l'Edifici Diego Portales.
El 1967 va ser inaugurat el nou Aeroport Internacional de Pudahuel i, després d'anys de discussió, el 1969 comença la construcció del metro, la primera etapa del qual correria sota el tram occidental de l'Alameda i va ser inaugurada el 1975. El metro esdevé una de les construccions més prestigioses de la ciutat i als anys següents va continuar expandint-se. Va tenir dues línies perpendiculars el 1978. Les telecomunicacions també es van desenvolupar, reflectit amb la construcció de la Torre Entel el 1975, que aviat va esdevenir un dels símbols de la capital per ser l'edifici més alt del país durant dues dècades.
Després del cop d'estat de 1973 i l'establiment del règim militar, la planificació urbana no va tenir grans canvis fins a la primeria dels anys 1980, quan el govern va adoptar un model econòmic neoliberal i el rol d'organitzador passa de l'Estat al mercat. El 1979 es modifica el pla regulador, i s'eixampla el radi urbà a més de 62.000 ha per al desenvolupament immobiliari, el que va provocar una nova expansió descontrolada de la ciutat, que va atènyer 40.619 ha d'extensió al començament dels anys 1990, especialment a la zona de La Florida, que en el cens de 1992 esdevé el municipi més populós del país, amb 328.881 habitants. Un fort terratrèmol va assotar la ciutat el 3 de març de 1985, que encara que va causar escasses víctimes, va deixar nombrosos damnificats i va destruir moltes edificacions d'antiguitat.

### La metròpoli a principi del segle XXI

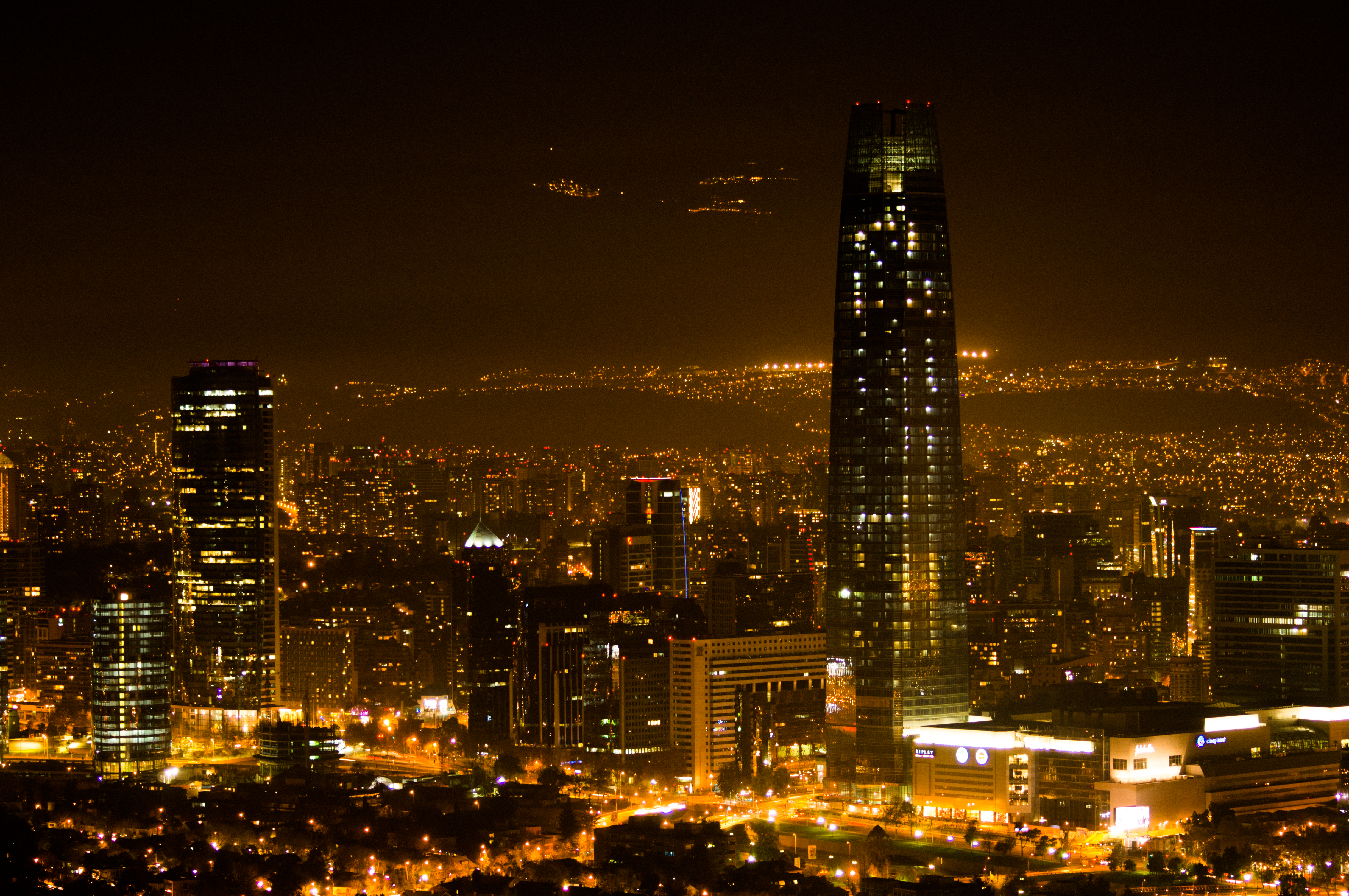
Vista nocturna del sector financer de Santiago. Al centre, la Gran Torre Santiago, l'edifici més alt de Llatinoamèrica.

Quan comença la Transició el 1990, la ciutat de Santiago ja sobrepassava els quatre milions d'habitants, que habitaven preferentment a la zona sud: La Florida era seguida en nombre d'habitants per Puente Alto, Maipú, Quilicura i Peñalolén. S'hi construeixen principalment immobles d'habitatge per a la classe mitjana. Les famílies se'n van a la Preserralada i l'anomenat Barri Alt. Augmenta la població de Las Condes i es creen municipis nous com ara Vitacura i El Barnechea. D'altra banda, si bé la pobresa va començar a baixar considerablement, es va mantenir la forta dicotomia entre la puixant urbs mundana i els barris marginals dispersos al llarg de la capital.
La zona de l'Avinguda Providència es va consolidar com un important eix comercial en el sector oriental i cap als anys 1990 aquest desenvolupament es va estendre al Barri Alt, que es va convertir en un atractiu pol per a la construcció d'edificis de gran altura. Les principals empreses i corporacions financeres es van establir a la zona, donant origen a un modern i puixant centre empresarial conegut com a Sanhattan. La partida d'aquestes empreses al Barri Alt i la construcció de centres comercials al voltant de tota la ciutat, van provocar una crisi al centre urbà, el qual va haver de reinventar-se: els seus principals carrers comercials es van convertir en passejos per als vianants, com el Passeig Fumada, i es van instituir beneficis tributaris per a la construcció d'edificis residencials, atraient principalment a joves adults.

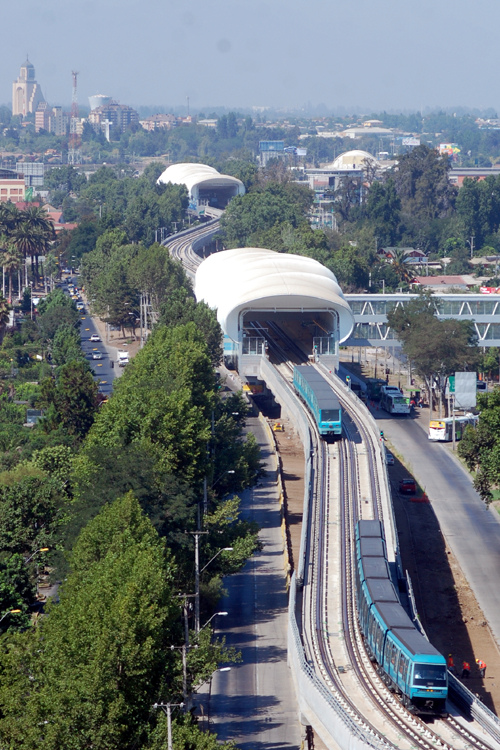
L'expansió urbana cap a la perifèria va provocar l'extensió del metro de Santiago cap a les comunes de Puente Alto i Maipú.

Durant aquests anys, la ciutat va començar a enfrontar una sèrie de problemes generats pel desordenat creixement experimentat. La contaminació atmosfèrica va aconseguir nivells crítics durant els mesos d'hivern i una capa de smog es va instal·lar sobre la ciutat, per la qual cosa les autoritats van haver d'establir mesures legislatives per a les indústries i la restricció vehicular als automòbils. A això es va sumar que la gran extensió de la ciutat va fer col·lapsar el sistema de transport. El Metro va haver de ser ampliat considerablement estenent les seves línies i creant tres noves línies entre 1997 i 2006 en el sector sud-est, mentre una nova extensió cap a Maipú va ser inaugurada el 2011, deixant al ferrocarril metropolità amb una longitud de 105 km. En el cas dels autobusos, el sistema va sofrir una important reforma al començament dels anys 1990 i després el 2007 quan es va establir un pla mestre de transports conegut com a Transantiago.
A mesura que entra al segle xxi, Santiago persisteix en el seu accelerat desenvolupament. Diverses autopistes urbanes han estat construïdes, el Barri Cívic va ser renovat amb la creació de la plaça de la Ciutadania i es comença la construcció de la Ciutat Parc Bicentenari per a la commemoració del bicentenari de la República. El desenvolupament de l'edificació d'altura continua en el sector oriental, el qual culminarà amb l'obertura dels gratacels Titanium La Portada i Gran Torre Santiago en el complex immobiliari Costanera Center. No obstant això, la desigualtat socioeconòmica i la fragmentació geosocial romanen com dos dels problemes més importants, tant de la ciutat com del país.
El 27 de febrer de 2010 un fort terratrèmol es va deixar sentir a la capital, provocant diversos danys en edificis antics; no obstant això, alguns edificis moderns van quedar inhabitables, generant un ampli debat sobre la real aplicació dels estàndards antisísmics obligatoris a l'arquitectura moderna de Santiago.
En els anys vinents s'espera el desenvolupament de diversos nous projectes en múltiples àmbits, especialment en el transport. S'espera la remodelació de l'aeroport internacional cap al 2012 i una expansió dels serveis ferroviaris, incloent-hi diversos projectes actualment en avaluació, com una xarxa de tramvia a Las Condes, trens de proximitat cap a Lampa i Padre Furtado (Melitrén) i un tren d'alta velocitat que connecti a la capital amb Valparaíso i Viña del Mar. Dues noves autopistes urbanes, Vespucio Oriental i Costanera central, estan en procés de licitació, mentre el Metro de Santiago va anunciar la construcció de dues noves línies; la 3 i la 6. A això se sumaria la transformació en parcs de la riba del riu Mapocho, convertit en navegable, un projecte emblemàtic de Sebastián Piñera, qui va ser president de la República entre els anys 2010 i 2014.

## Demografia

Evolució de la població de Santiago de Xile entre 1860 i 2020.

D'acord amb les dades recollides en el cens de població de l'any 2002 realitzat per l'Institut Nacional d'Estadístiques de Xile, la població de l'àrea metropolitana de Santiago tenia 5.428.590 habitants, equivalent al 35,91% del total nacional i al 89,56% del total regional. Aquesta xifra reflecteix l'ampli creixement de la població de la ciutat durant el segle xx: el 1907 hi havia 383.587 habitants, 1.010.102 el 1940, 2.009.118 el 1960, 3.899.619 el 1982 i 4.729.118 el 1992.
El creixement de Santiago ha experimentat diversos canvis al llarg de la història. Als primers anys, va tenir una taxa de creixement demogràfic d'un 2,68% anual fins al segle xvii, el que va baixar posteriorment a xifres menors al 2% anual fins al començament del segle xx. A mitjan aquesta centúria hi va haver una explosió demogràfica que s'explica puix que, com a capital, va absorbir la migració des dels campaments miners del nord de Xile durant la Gran Depressió de la dècada de 1930 i de població provinent des dels sectors rurals entre la dècada de 1940 i la dècada de 1960, principalment. La gran quantitat de migració sumada a l'alta taxa de fertilitat en aquesta època es reflectien en xifres de creixement anual que van aconseguir arribar a un 4,92% entre 1952 i 1960. No obstant això, vers la fi del segle xx les xifres de creixement s'han reduït novament i arriben a l'1,35% al començament dels anys 2000. D'igual forma, la grandària de la ciutat s'ha expandit constantment. Les 20.000 hectàrees que abastava Santiago el 1960, es van duplicar abans de 1980 i el 2002 va aconseguir les 86.778 hectàrees. Així, la densitat de població a Santiago era de 6.255,9 hab./km² l'any 2002.
La població de Santiago ha anat envellint durant els últims anys, tant per la disminució de la fertilitat com per la millora en la qualitat de vida. Per a l'any 2007 s'estimava que el 32,89% d'homes i el 30,73% de les dones tenien menys de vint anys, mentre el 10,23% i el 13,43% tenia més de seixanta anys, respectivament. En contrast, el 1990 la xifra de menors de vint anys en total era el 38,04% i de majors de 60, el 8,86%, i per a l'any 2020 s'estima que ambdues xifres seran el 26,69% i el 16,79%.
4.313.719 persones a Xile afirmen haver nascut en una de les comunes del Gran Santiago segons el cens de l'any 2002, la qual cosa equival a un 28,54% del total nacional. Dels actuals habitants de Santiago, un 67,6% va néixer a les comunes de l'àrea metropolitana mentre un 2,11% és immigrant estranger.
El 3,3% de la població de Santiago va afirmar pertànyer a una ètnia indígena: el 3,16% dels santiaguins es considera mapuche, un 0,05% aimara, un 0,03% quítxua i un 0,02% com Rapa Nui.

### Distribució de la població

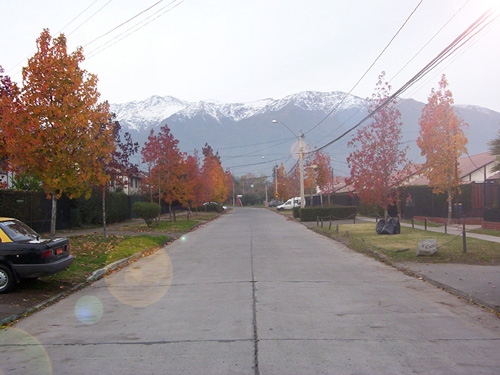
Des dels anys 1980, el desenvolupament de conjunts habitacionals per la classe mitjana a la perifèria (com La Florida, a la fotografia) va desplaçar gran quantitat de població des del centre urbà.

A causa de la gran expansió que ha tingut Santiago, al llarg de la història, la població ha expandit ben enllà dels límits de la ciutat des del turó Santa Lucía fins a sectors de la preserralada i les riberes del riu Maipo per l'orient fins a les planes de Maipú pel ponent. Això ha provocat un constant desplaçament dels principals centres de concentració de població des del centre, que ha adoptat l'estil d'un districte financer, cap a la perifèria.
En l'actualitat, gran part dels habitants es localitzen en els sectors perifèrics, tenint les comunes de Puente Alto, La Florida (en el sector sud-est) i Maipú (pel sud-oest) sobre 400.000 pobladors cadascuna, duplicant la quantitat d'habitants de la comuna de Santiago. En analitzar les xifres de creixement demogràfic, les comunes centrals com Santiago, Independència o San Joaquín tenen xifres negatives, mentre les perifèriques superen amb facilitat el 4% i fins i tot el 20% com en el cas de Quilicura, a l'extrem nord-oest.
L'expansió de la ciutat ha generat també la notòria diferenciació entre els diferents sectors de la ciutat. Així per exemple, el sector oriental (agrupant generalment a les comunes de Providència, Ñuñoa, La Reina, Vitacura, Las Condes, El Barnechea i el sector de Peñalolen Alto) s'ha consolidat com a refugi de la classe més acomodada, convertint-se en el lloc amb millor qualitat de vida del país. Els sectors perifèrics, tant del sud-oest com del sud-est més Quilicura, s'han desenvolupat de la mà amb el creixement de la classe mitjana des dels anys 1980, mentre les classes de menys recursos es localitzen en diverses comunes del sector sud, nord i nord-oest de la capital.
D'acord amb l'enquesta CASIN de l'any 2006, aproximadament el 10,44% dels habitants de Santiago viuen sota la línia de la pobresa. San Bernardo és el municipi, el 20,9% dels pobres més tocat, seguit per El Espejo amb 20,1%, Renca amb 19,2% i Padre Furtado amb 18,7%. Les de més baixa taxa són les del sector oriental que no superen el 5% al conjunt (i Las Condes el més ric amb tot just 2,3%) i San Miguel que té un 2,5%, habitada preferentment per població de classe mitjana.

### Religió

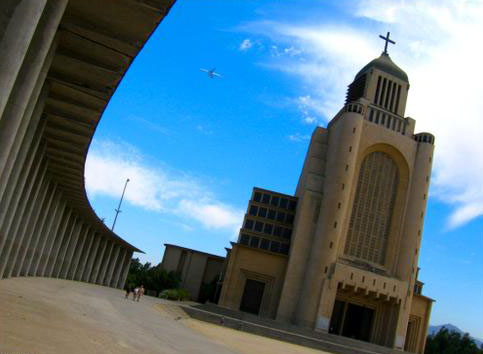
El Temple Votiu de Maipú, un dels temples catòlics més grans de Santiago, va ser construït en honor de la Verge del Carme, patrona de l'Exèrcit de Xile

Producte de la fundació per colonitzadors espanyols, Santiago va ser per molts anys una ciutat profundament catòlica. El nom de la ciutat, Santiago el Major, un dels dotze apòstols i sant patró d'Espanya n'és un exponent. Igual que en altres parts del país, el catolicisme es va mantenir fort fins a començament del segle xx, quan la separació entre l'Església i l'Estat va disminuir el poder religiós a escala nacional. Encara que continua sent la principal religió, amb el pas dels anys ha perdut terreny a causa de l'ingrés de diversos corrents protestants, i al creixement de l'agnosticisme i l'ateisme. L'arxidiòcesi de Santiago de Xile, a càrrec de l'arquebisbe Ricardo Ezzati, té la jurisdicció eclesiàstica catòlica en 33 dels 37 municipis del Gran Santiago; les restants són a la diòcesi de San Bernardo.
D'acord amb l'últim cens, el 67,91% dels santiaguins majors de quinze anys es declaren catòlics. Aquest percentatge augmenta principalment als municipis rics (Pirque ateny els 81,8% i Vitacura, els 77,92%) mentre que descendeix en els pobres, amb un mínim de 57,84% a La Pintana. Això s'explica principalment pel gran augment de membres de l'església evangèlica, a la qual s'adhereixen un 13,20% dels santiaguins i que té el seu màxim nombre d'adeptes a La Pintana, amb un 23,82%; en canvi, a Providència només representen un 3,68% de la població.
Altres denominacions religioses importants són els Testimonis de Jehovà amb 1,18%, el mormonisme amb 0,92% i el judaisme amb 0,28%, encara que en comunes com Vitacura i Las Cuentas supera el 2%. L'Islam i l'Església Ortodoxa tenen registres ínfims, amb 0,03% i un 0,12%. Un 5,51% declara pertànyer a una altra religió, dins de les quals s'inclou la Fe baha'i, que planeja construir un novè temple mundial i el primer sud-americà a Santiago. Finalment, un 10,85% dels majors de quinze anys van declarar no pertànyer a cap religió aconseguint el seu màxim en les comunes de classe mitjana i mitjana-alta, amb un 17,60% a Providència.

## Geografia

### Geologia i relleu

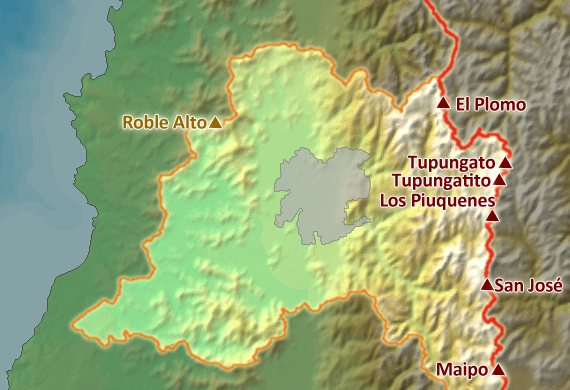
Relleu de la Regió Metropolitana de Santiago, amb la ciutat de Santiago i els principals turons al seu voltant.

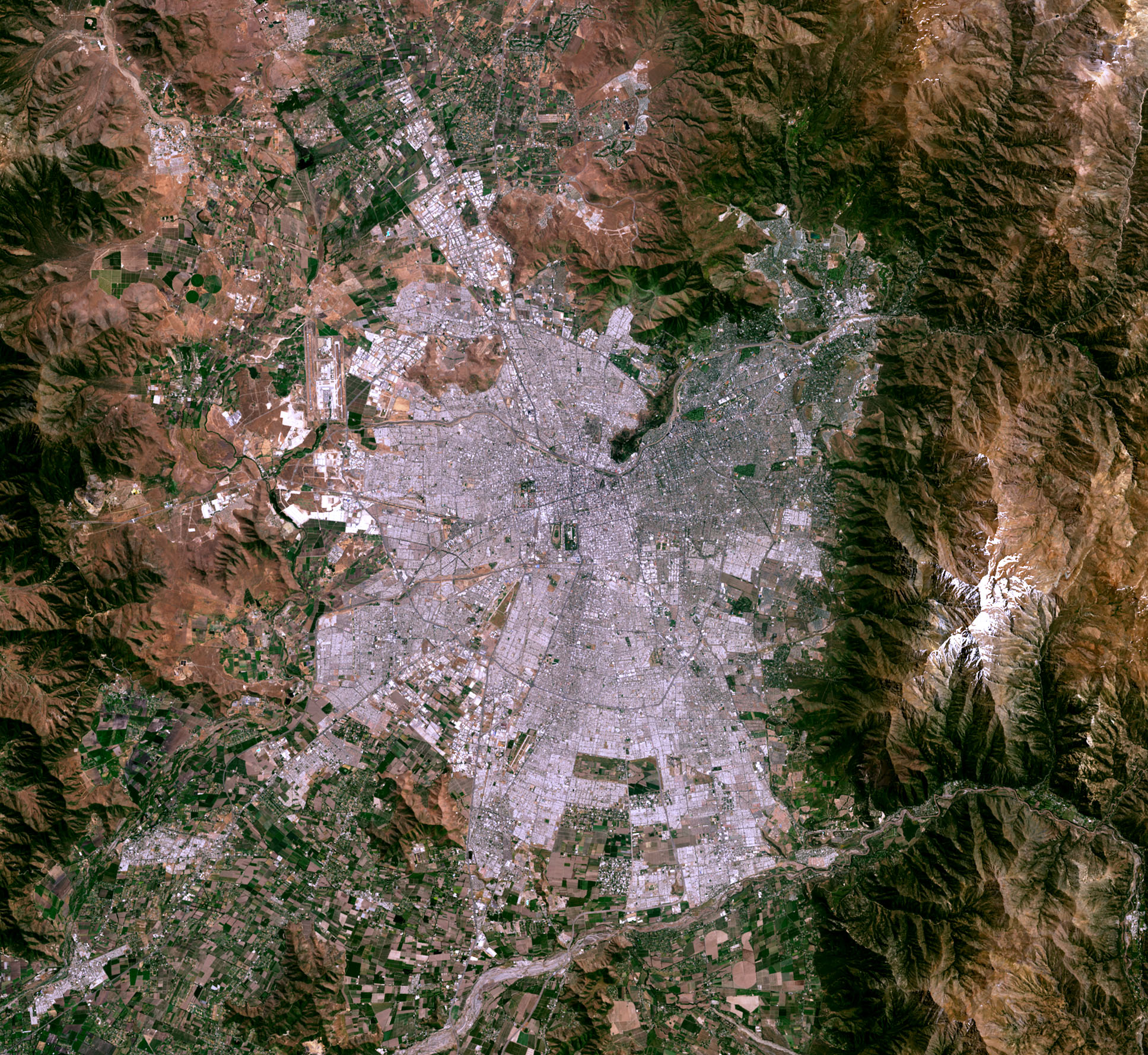
Imatge satelital del Gran Santiago a l'octubre de 2014.

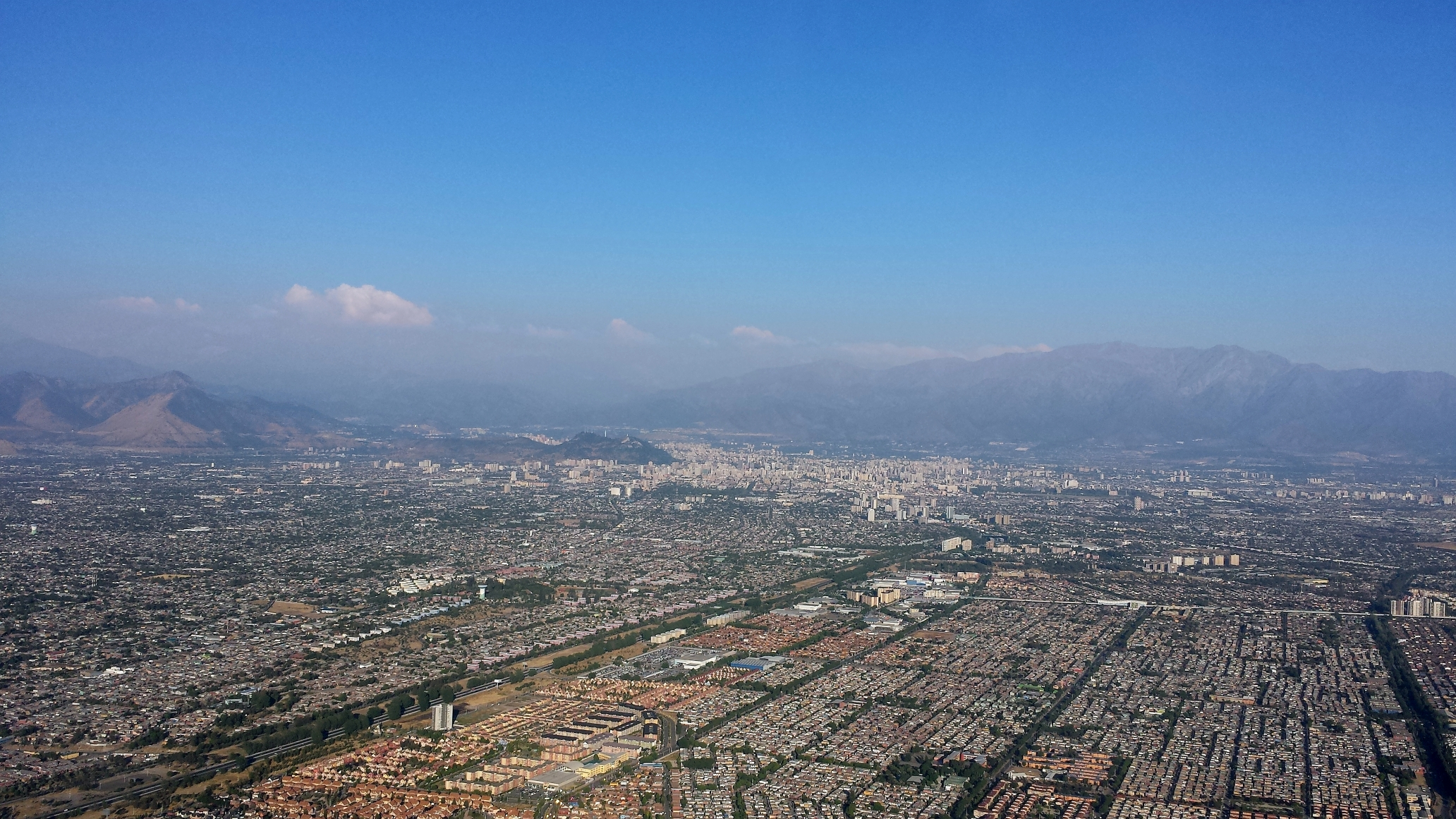
Santiago i els Andes des de l'aire. Vista cap a l'est.

La ciutat de Santiago està emplaçada principalment a una plana coneguda com a «conca de Santiago». Aquesta conca és part de la Depressió Intermèdia i està delimitada clarament pel cordó de Chacabuco pel nord, la Serralada dels Andes per l'est, l'angostura de Paine pel sud i la Serralada de la Costa. Aproximadament, té una longitud de 80 km en direcció nord-sud i de 35 km d'est a oest.
Fa centenars de milions d'anys, l'actual territori de la ciutat estava cobert per l'oceà i pel sediment marí, sent l'única massa terrestre propera la ja existent Serralada Costanera. La morfologia de la regió començaria a prendre el seu aspecte actual a l'acabament del Paleozoic, quan comença la subducció de la Placa de Nazca sota la Placa Sud-americana, pertanyent en aquesta època al continent de Gondwana. Aquesta subducció generaria el plegament de l'escorça terrestre a partir del Triàsic, aixecant les roques que donarien origen als Andes. Posteriorment, noves activitats tectòniques generarien l'enfonsament de la gran massa rocosa aixecada formant la Depressió Intermèdia.
La morfologia regional encara canviaria. Els períodes glacials cobriria la regió amb gel formant morrenes. El fort vulcanisme present en aquesta època, generaria una sèrie d'erupcions volcàniques llançant grans fluxos piroclàstics i provocant la desfeta de les glaceres. Això generaria el dipòsit de més sediments a la vall, complementat posteriorment per l'arrossegament fluvial. La sedimentació de la vall continuaria durant milers d'anys i fins i tot els últims grans esdeveniments, corresponents a violentes erupcions volcàniques, es remuntarien a menys de cinc mil anys enrere. Aquests sediments permetrien l'existència d'una fèrtil conca i cobririen al relleu anterior a la formació andina, deixant exposats únicament els cims d'alguns turons, coneguts com a «turons illes».
En l'actualitat, Santiago jeu principalment en el pla de la conca, amb una altitud entre els 400 metres a les zones més occidentals i arribant als 540 metres a la Plaça Baquedano, presentant alguns turons en el sector de Cerrillos. L'àrea metropolitana ha envoltat a alguns d'aquests turons illes, com en el cas del turó Santa Lucía, el turó Blanco, el turó Calán, el turó Aguirre i el turó Renca, que amb 800 msnm és el punt més alt de la ciutat. Al sud-oest de Santiago, existeix un cordó rocós de diversos turons illes, dins del que destaca el turó Chena. Cap a l'oest també es presenten algunes de les principals altures de la Serralada de la Costa, com el turó Roble Alto amb 2.185 metres d'altitud, sent la zona del riu Maipo l'única en què la serralada perd altitud.
Durant les últimes dècades, el creixement urbà ha expandit els límits de la ciutat cap al sector oriental apropant-se cap a la preserralada andina, habitant els cons de dejecció existents. Fins i tot en zones com La Devesa, El Trabajo i La Murta, s'ha arribat a superar la barrera dels 1.000 metres d'altitud. Alguns contraforts de baixa alçada es desprenen dels Andes i s'endinsen a la conca, com és el cas del cordó muntanyenc del turó La Piràmide i el turó San Cristóbal, en el sector nord-est de Santiago.
A l'est s'alça massissa l'anomenada Sierra de Ramón, una cadena muntanyenca formada en els contraforts de la Preserralada a causa de l'acció de la falla de Ramón, aconseguint els 3.296 msnm en el turó de Ramón. Vint quilòmetres més a l'est, es troba la serralada dels Andes amb les seves cadenes de muntanyes i volcans, molts dels quals superen els 6.000 msnm i en els quals es mantenen alguns glaciars. El més alt és el volcà Tupungato amb 6.570 msnm, situat a prop del volcà Tupungatito, de 5.913 msnm. Cap al nord-est, se situen el Nevado El Plomo, amb 6.070 msnm, i el turó El Plomo, amb 5.424 msnm. Cap al sud-est de la capital, se situen el Nevado Los Piuquenes, 6.019 msnm, el volcà San José, 5.856 msnm, i el volcà Maipo, 5.323 msnm. D'aquests cims, tant el Tupungatito com el San José i el Maipo són volcans actius.

### Hidrografia

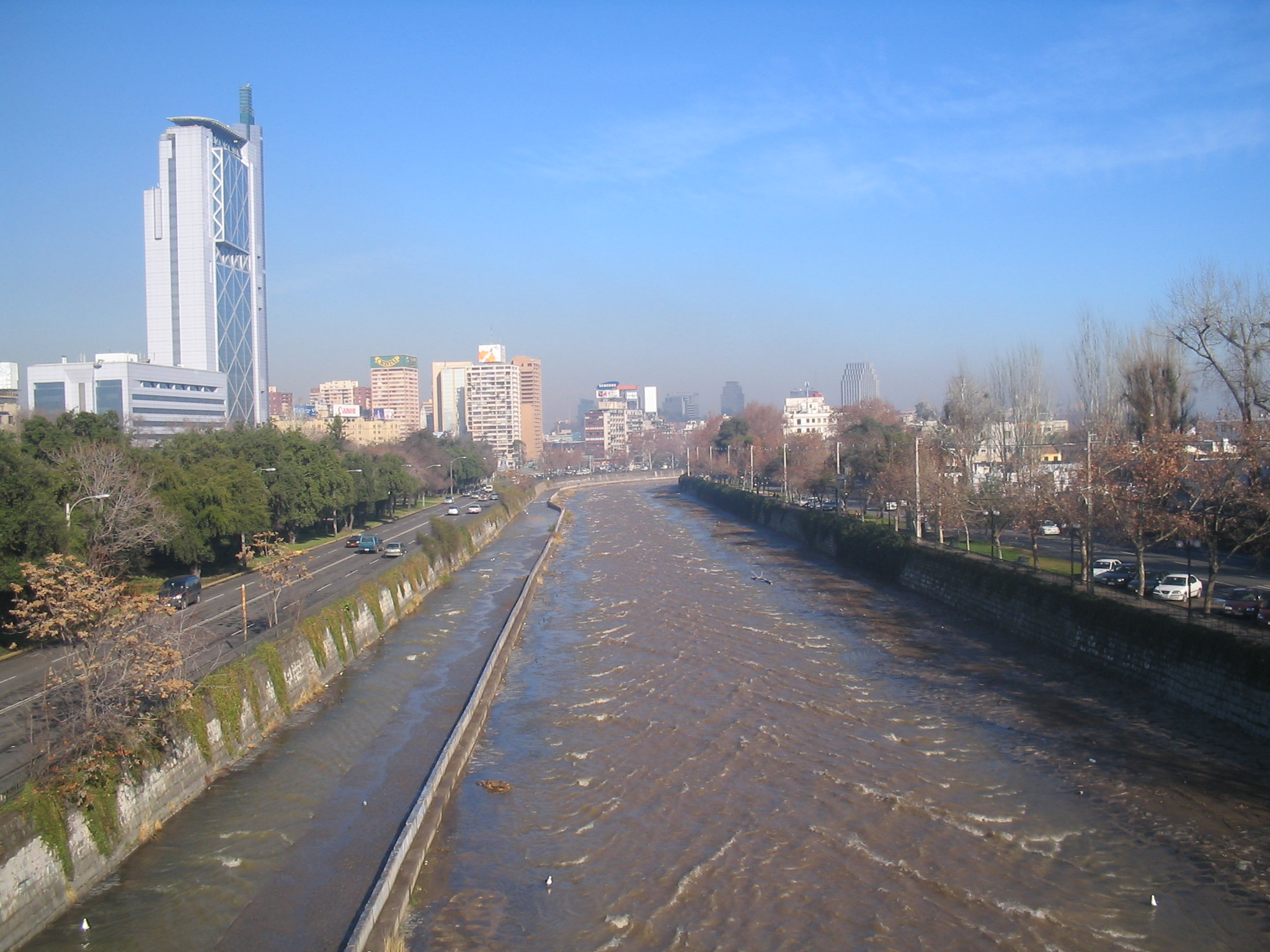
Vista del riu Mapocho, el principal riu de Santiago.

La ciutat de Santiago està enclavada a la conca hidrogràfica del riu Maipo, que abasta una superfície aproximada de 15.380 km². El llit principal neix a la serralada al sud-est de Santiago, a les faldes del volcà Maipo i descendeix per la serralada en forma d'un canó conegut com el Calaix del Maipo. En aquesta zona conflueixen tres importants llits tributaris: el ric Volcà que neix sota el volcà San José i presenta algunes termes com Baños Morales, el ric Guix en el llit superior del qual es localitza l'embassament el Guix, que és la principal reserva d'aigua potable per a tota la Regió Metropolitana, i el riu Colorado. Després de sortir de la zona de la preserralada, el Maipo ingressa a la conca de Santiago, apropant-se al radi urbà de la ciutat marcant la frontera entre la comuna de Puente Alto i la recentment incorporada comuna de Pirque. Posteriorment, el riu s'allunya cap al sud-oest, sent de gran importància per al desenvolupament agrícola a les zones rurals entorn de Santiago, per seguir finalment el seu camí cap a l'oceà Pacífic, desembocant a la localitat de Llolleo, a la V Regió de Valparaíso.
No obstant això, el riu més important per a la ciutat és el riu Mapocho, a les riberes del qual es va forjar l'urbs durant l'època colonial. El Mapocho és el principal afluent del Maipo, ajuntant-se amb aquest en el sector de La Muntanya, al sud-oest de la conurbació, després del seu llarg recorregut des del seu naixement. El riu sorgeix per la confluència de diversos rius de la zona nord-est dels Andes de la Regió Metropolitana i posteriorment baixa fins al pla a través de congosts de la Preserralada i penetra directament a la zona oriental de la ciutat. El Mapocho creua en sentit est-oest prop de vint comunes metropolitanes abans de sortir per la zona de Pudahuel per després recórrer zones agrícoles fins a arribar a la Muntanya. El règim del riu és mixt, variant entre nival a les zones més altes i pluvio-nival a les més baixes; durant l'any, el seu cabal pot variar entre els 13,6 m³/s durant el novembre i els 2,3 m³/s de l'abril.
Amb la finalitat de poder tenir més a prop l'aigua per al desenvolupament agrícola de la conca, van ser construïts durant el segle xix diversos canals de regadiu que connectaven el Mapocho amb el Maipo, com és el cas del canal San Carlos i el canal Las Perdices. Altres canals van ser construïts per a la canalització de les aigües de les pluges provinents de la serralada, com el zanjón de la Aguada.

### Clima

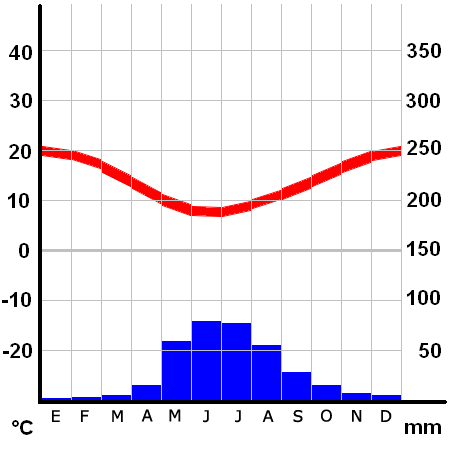
Climograma de Santiago

El clima de la ciutat de Santiago correspon a un clima temperat amb pluges hivernals i estació seca perllongada, més conegut com a clima mediterrani continentalitzat. Entre les principals característiques climàtiques de Santiago es troba la concentració de prop del 80% de les precipitacions durant els mesos de l'hivern austral (de juny a agost), i final de la tardor i inici de la primavera, amb entre 50 i 80 mm amb un total anual de 325 mm. Aquestes precipitacions són de pluja, ja que la cota de neu ronda normalment els 2.100 msnm a l'hivern i baixa rarament dels 1.500 msnm, pel que l'urbs és afectada només ocasionalment per nevades. Aquesta quantitat contrasta amb les xifres dels mesos corresponents a una estació molt seca, produïda per un domini anticiclònic ininterromput per prop de set o vuit mesos, principalment durant l'estiu, entre el desembre i el març. En aquesta estació, l'aigua caiguda no supera de mitjana els 4 mm.
Les temperatures varien al llarg de l'any, passant d'una mitjana de 20 °C durant el gener a 8 °C durant el juny i el juliol. A l'estiu, Santiago és calorós, amb temperatures que fàcilment arriben als 32 °C durant les tardes, amb un màxim històric de 37,2 °C el 1915, mentre que les nits solen ser agradables i temperades baixant lleugerament dels 17 °C a l'alba. En els mesos de tardor i hivern, la temperatura descendeix sota els 10 °C i fins i tot ocasionalment de 0 °C, especialment durant la matinada, amb un mínim històric de -6,8 °C el 1976.
La ubicació dins d'una conca és un dels factors més importants que influeix en el clima de la ciutat. La serralada costanera serveix com a «paravent climàtic» i bloca la propagació de la influència marina, la qual cosa contribueix a l'augment de l'oscil·lació tèrmica anual i diària (la diferència entre les temperatures màximes i mínimes diàries poden superar els 14 °C) i una humitat relativa baixa, propera a una mitjana anual de 70%. A més, evita l'ingrés de masses d'aire a excepció de certa nuvolositat baixa costanera que penetra a la conca a través de les valls fluvials.
Els vents predominants són els des del sud-oest, amb una intensitat mitjana de 15 km/h, especialment durant l'estiu, ja que a l'hivern predominen les calmes.

### Medi ambient

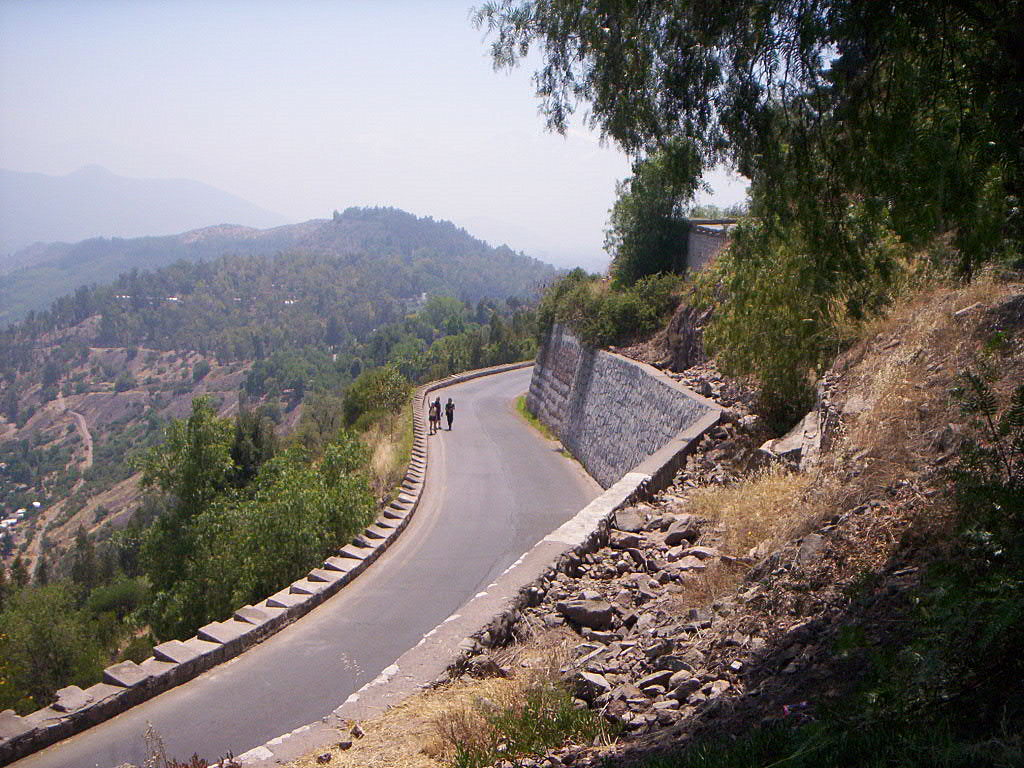
El Parc Metropolità de Santiago és la principal àrea verda existent a Santiago i una mostra de la vegetació de tipus esclerofil·le propi de la regió

La ciutat de Santiago se situa en una zona ecològica de tipus esclerofil·le coneguda com a matoll xilè, la qual ha estat fortament modificada a causa de la utilització dels sòls amb finalitats agrícoles o d'expansió urbana. Això ha produït una ràpida degradació dels sòls i l'erosió d'aquests, el que ha generat un procés de desertificació, agreujat per la utilització de les aigües subterrànies per al consum humà, els incendis forestals i l'assecament de pantans, entre d'altres. Malgrat això, encara queden alguns reductes de gran importància per a la biodiversitat, com la falla de la Plata o la falla de Ramón, al que se sumen les àrees silvestres protegides situades en els sectors interiors dels Andes.
Dins de la ciutat el nombre d'àrees verdes aconseguia cap al 1992 una superfície de 2.686 ha públiques i 2.625 privades, equivalents al 2,5% de l'àrea urbana consolidada. Considerant aquestes xifres, la mitjana per cada santiaguí era de 5,7 m² d'àrea verda, per sota dels 9 m² recomanats per l'OMS. No obstant això, aquesta xifra és molt més baixa en l'actualitat: mentre la ciutat creix prop de 1.000 hectàrees a l'any, només 8 hectàrees d'àrees verdes es creen. A això cal sumar el fet que del nombre d'hectàrees d'espais verds, la meitat correspon a turons illes que posseeixen poca vegetació o manquen d'ella. Així, descomptant aquestes zones les xifres s'aproparien a 1,5 m² d'àrees verdes per habitant. Les xifres, a més, presenten gran variació depenent de la zona de la ciutat: mentre en el sector oriental s'arriba als 20 m² per habitant, en el sector sud amb prou feines aconsegueixen superar 1 m².
Un greu problema mediambiental que sofreix Santiago correspon a la contaminació atmosfèrica existent. L'enclaustrament de la ciutat produeix l'acumulació d'una capa d'esmog sobre la ciutat des de les últimes dècades, la qual cosa es veu agreujat durant els mesos hivernals a causa de diversos fenòmens climàtics com la inversió tèrmica i el tàlveg costaner i la considerable reducció de les masses d'aire circulant en la conca. Això, sumat al fred propi de la temporada, produeix un augment considerable de les afeccions respiratòries, principalment d'infants i adults grans, que arriben fins i tot a col·lapsar el sistema d'atenció de salut de Santiago.
Aquesta contaminació posseeix diversos components químics tòxics, com SOTA2, CO, O3 i NO2, sumat als diversos tipus de material particulat en suspensió (produït en un 49% per fonts mòbils i un 29% per fonts fixes). Els nivells d'acumulació d'aquestes substàncies són mesurades per set estacions de monitoreig de qualitat de l'aire instal·lades entre 1988 i 1997 en tota la ciutat. Els mesuraments d'aquestes estacions sumat a les anàlisis meteorològiques permeten a les autoritats encarregades de decretar mesures extraordinàries per a la disminució de la contaminació, que són denominades "alerta ambiental", "preemergència ambiental" i "emergència ambiental". En els últims anys, els nivells de contaminació ambiental han descendit considerablement: el 1989, el nivell mitjà de material particulat respirable era de 103,3 μg/m³, mentre el 2004 la xifra va arribar als 60,9 μg/m³, la qual cosa encara és molt superior a la norma de 50 μg/m³ establerta pel govern. En el cas del material particulat més fi (MP 2.5) les xifres mostren una reducció de 68,8 a 29,3 μg/m³ en el mateix període, mentre les situacions d'alerta ambiental van baixar de 38 el 1997 a 9 el 2004, les preemergències de 37 a 4 i les emergències de 4 a cap.
Els llits hídrics també tenen alts graus de contaminació, principalment a causa del dipòsit de residus industrials i d'aigües negres. El riu Maipo i el zanjón de la Aguada són els més afectats, però en els últims anys han sorgit diverses iniciatives per reduir aquests problemes. Diverses plantes de tractament van ser construïdes i el 2006 ja cobria el 75% de les aigües urbanes. Finalment, la ciutat produeix una gran contaminació lumínica, el que ha afectat i pràcticament impossibilitat el treball de diversos recintes astronòmics a l'interior de la ciutat.

## Política i govern

### Administració

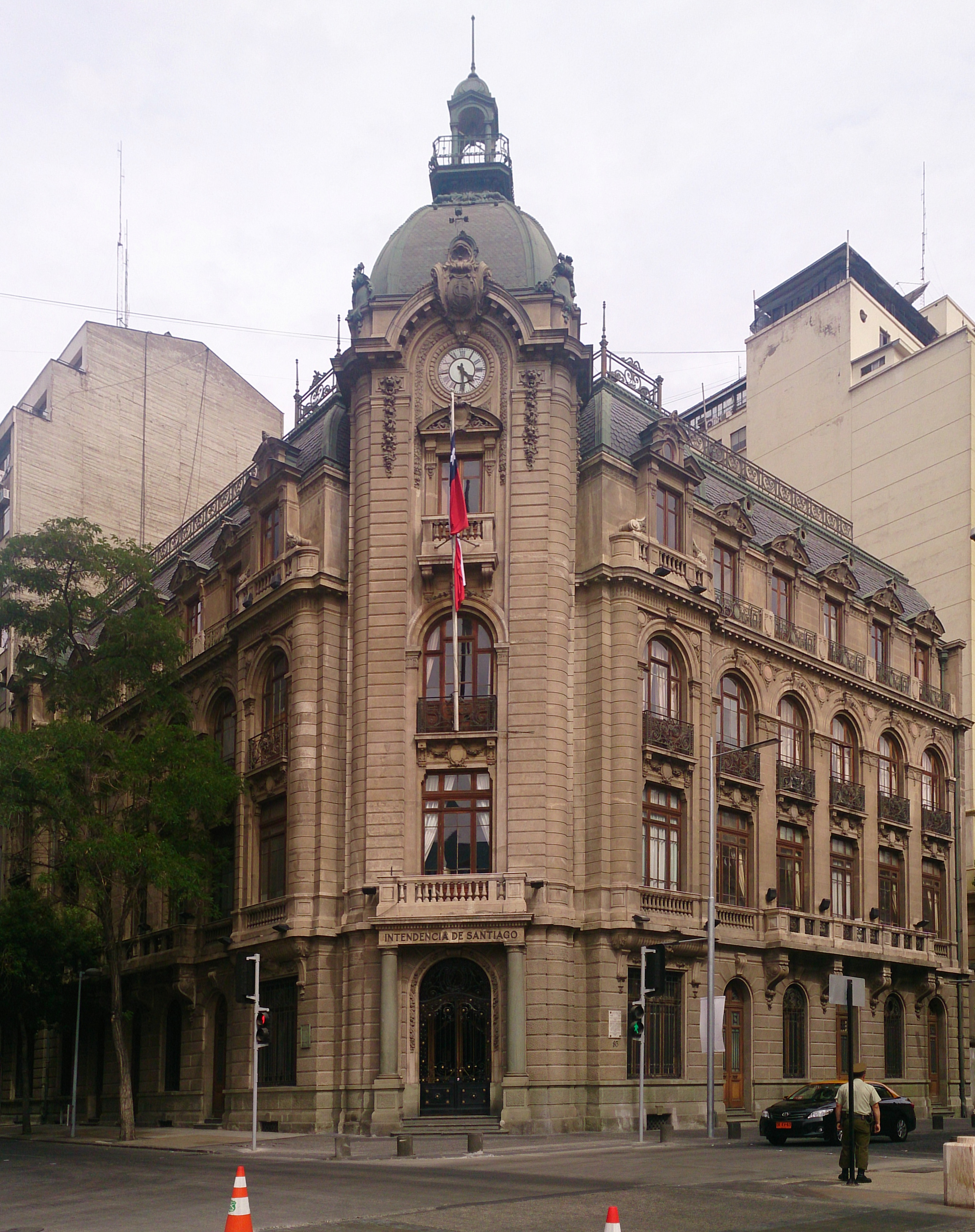
Intendència Metropolitana, seu del govern de la Regió Metropolitana de Santiago.

A diferència d'altres grans ciutats i àrees metropolitanes del món, Santiago no té pas un govern metropolità encarregat, i l'administració és repartida per diverses autoritats, la qual cosa complica el funcionament de la ciutat com una entitat unitària.
Amb l'actual estructura territorial del país, aquest es divideix en tres nivells (regions, províncies i comunes), però Santiago no s'ajusta bé amb cap d'ells. Encara que la Regió Metropolitana de Santiago va ser creada el 1976 per englobar una àrea metropolitana creada dos anys abans, a partir de l'antiga província de Santiago, aquesta inclou una sèrie de localitats allunyades de l'urbs principal, com Melipilla o Talagante. A nivell provincial, el Gran Santiago sobrepassa els límits de l'actual Província de Santiago, incloent a les de Cordillera, Maipo i Talagante. A nivell comunal, la ciutat està composta per una trentena d'aquestes.
En general, dos tipus d'òrgans són els que intervenen en l'administració de la ciutat. D'una banda, estan les trenta-sis municipalitats, encarregades de l'administració local de cada comuna, i dirigides per un alcalde i assessorat per un consell municipal, electes per votació popular; mentre que, d'altra banda, l'encarregat de l'administració superior de la Regió Metropolitana és el Govern Regional, format pel Consell Regional, electe indirectament, i l'Intendent, que el presideix i és designat directament pel President de la República; a més, al mateix Intendent li correspon el govern de la regió, com a representant natural i immediat del President de la República, actuant en general, dins de les seves possibilitats, com a coordinador per a les matèries que afectin a diverses comunes. Des de març de 2014, el càrrec d'Intendent Metropolità de Santiago és exercit per Claudio Orrego Larraín.
Quan es va crear la Regió Metropolitana de Santiago, no es va crear la figura de governador provincial per a la província de Santiago, i en el seu lloc va quedar a càrrec el mateix Intendent. El 2001 es va crear el càrrec de «Delegat Provincial», que exerceix les funcions pròpies d'un governador, en representació de l'Intendent, encara que posseeix un rol pràcticament cerimonial, amb un poder menor que els mateixos governadors provincials del país.

### Divisió administrativa
En l'actualitat, la ciutat de Santiago s'expandeix al llarg de trenta-sis comuns d'acord amb l'Institut Nacional d'Estadístiques; vint-i-sis d'aquestes estan completament urbanitzades i les restants de manera parcial. Dels 36 comuns, hi ha les 32 que conformen la Província de Santiago, dos de la província de Cordillera, un de la de Província de Talagante i un de la província de Maipo.
Comunes del Gran Santiago
| - Cerrillos - Cerro Navia - Conchalí - El Bosque - Estación Central - Huechuraba - Independencia - La Cisterna - La Florida - La Pintana - La Granja - La Reina | - Las Condes - Lo Barnechea - Lo Espejo - Lo Prado - Macul - Maipú - Ñuñoa - Padre Hurtado - Pedro Aguirre Cerda - Peñalolén - Pirque - Providencia | - Pudahuel - Puente Alto - Quilicura - Quinta Normal - Recoleta - Renca - San Bernardo - San Miguel - San Joaquín - San Ramón - Santiago - Vitacura |

## Economia

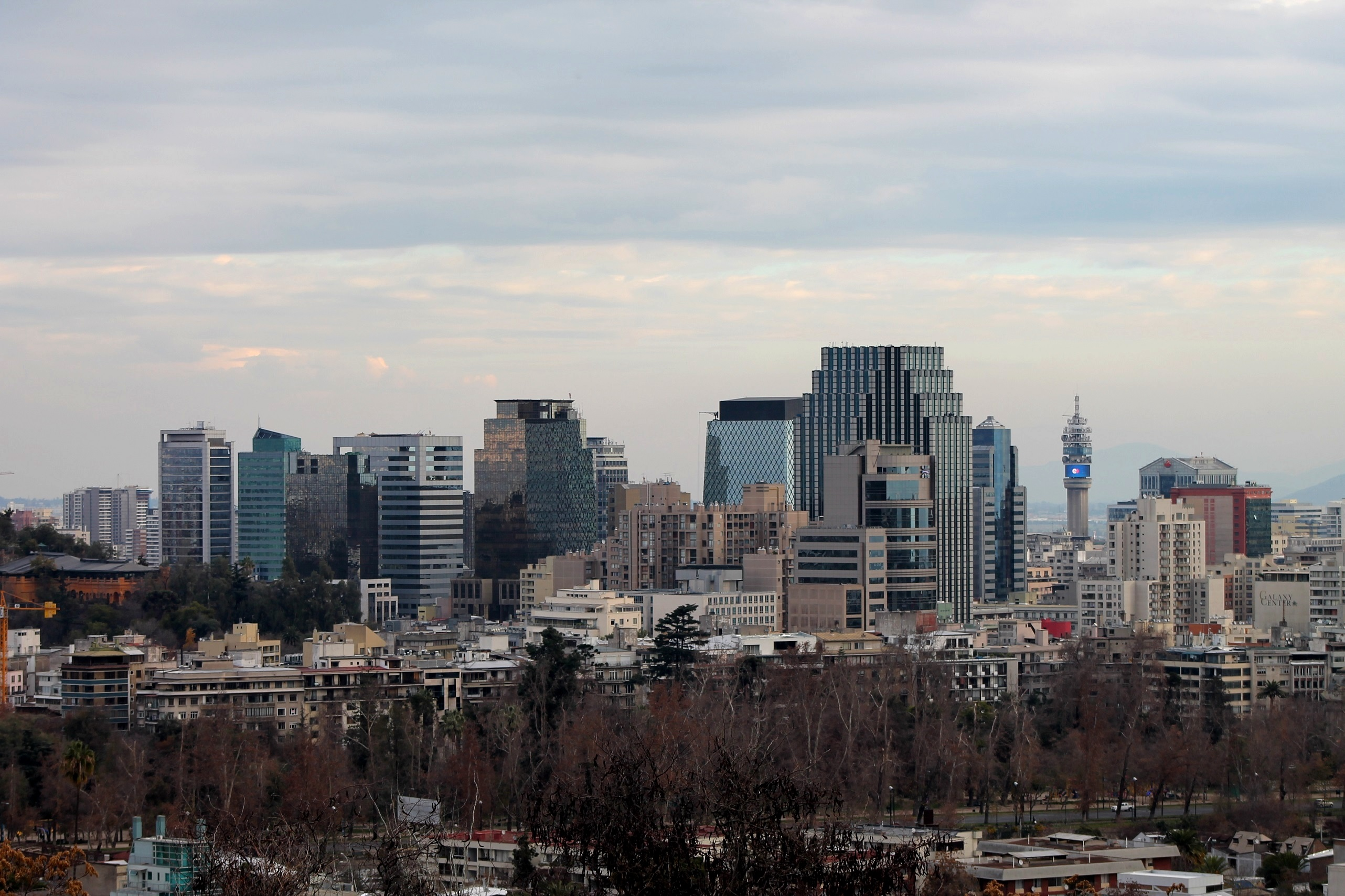
Centre financer de Santiago situat al centre de la ciutat.

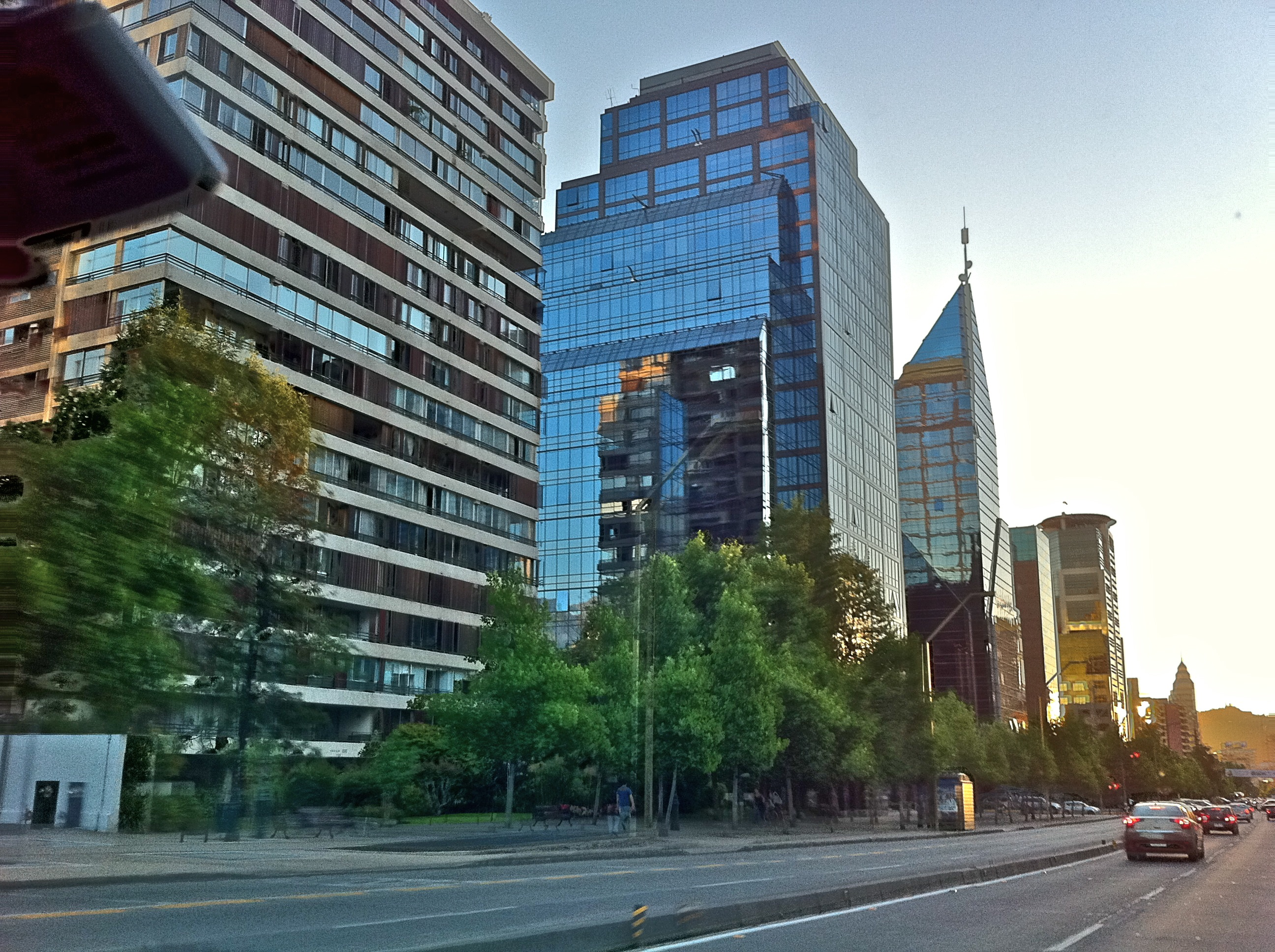
Situada a la comuna de Las Condes, l'Avinguda Apoquindo és un nucli econòmic de Santiago.

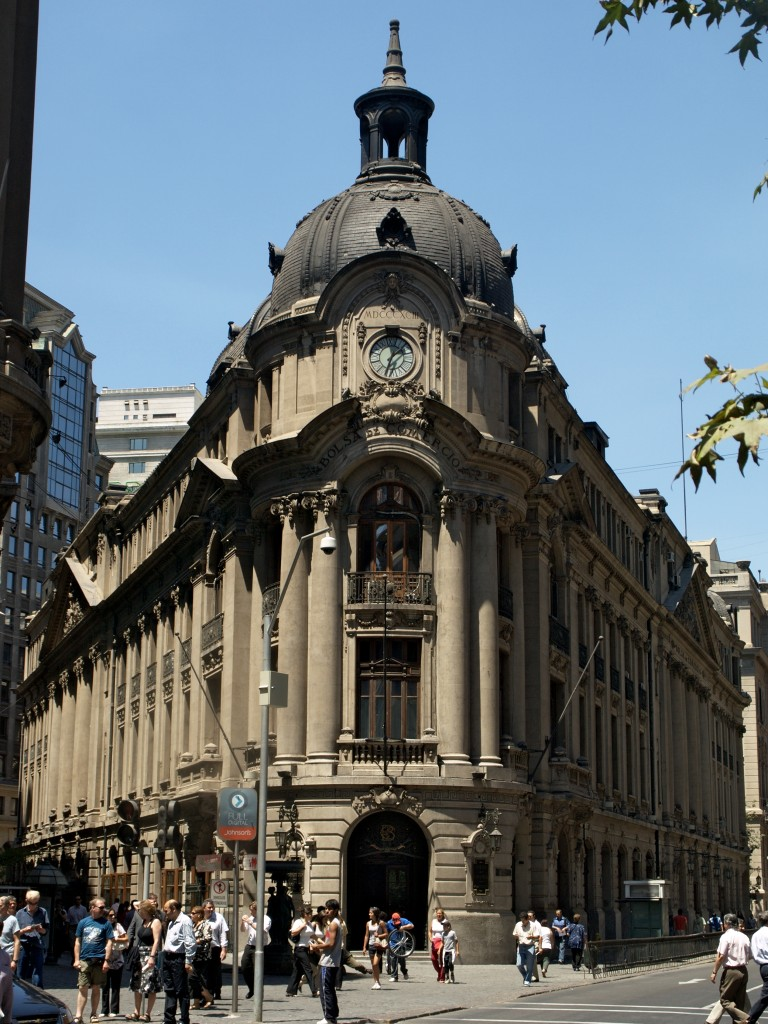
Borsa de Comerç de Santiago.

La ciutat de Santiago és el principal pol de desenvolupament econòmic de Xile i un dels més importants de Llatinoamèrica. D'acord amb el Banc Central de Xile, el producte interior brut de la Regió Metropolitana el 2005 va ser de 24.461.582 milions de pesos xilens (aprox. US$ 35.380 milions). Conversió realitzada en funció de la taxa de canvi de pesos xilens de l'any 2003, segons el Banc Central i que era equivalent al 42,68% del PIB total nacional i d'un 46,98% del PIB regionalitzat nacional. Aquesta xifra ajustada amb la paritat de poder adquisitiu augmenta a 91.000 milions de dòlars americans, el que la situa com la 53a ciutat amb més ingressos del món i la cinquena a nivell llatinoamericà (després de Ciutat de Mèxic, Buenos Aires, São Paulo i Rio de Janeiro). Pel 2020, el PIB (PPA) ateny 160.000 milions US$ amb una taxa de creixement anual efectiva del 3,8% i, encara que mantindria la posició a nivell mundial, va ser superada a nivell llatinoamericà per Bogotà i a només un lloc per sobre de Monterrey.
S'hi van establir les principals institucions econòmiques del país, incloent la Borsa de Comerç de Santiago, i la gran majoria de les seus de les empreses nacionals i transnacionals. Gràcies a la signatura dels tractats de lliure comerç signats des dels anys 2000 amb els Estats Units, la Unió Europea, la Xina, el Japó i Corea del Sud, entre d'altres, diverses empreses internacionals van fer de Santiago la plataforma d'ingrés al mercat llatinoamericà. Segons la revista América Economía, Santiago és una de les millors ciutats per fer negocis de Llatinoamèrica, quedant en diverses oportunitats entre les primeres posicions i fins i tot el 2007 va empatar en la primera posició al costat de Miami. Pel que fa al comerç, aquest s'ha vist potenciat per la creació de diversos centres comercials a diverses zones de la capital i l'auge dels supermercats, encara que a costa del comerç local i dels tradicionals barris comercials com Patronato o Franklin.
La capital és també un important centre de desenvolupament turístic a nivell nacional, en ser la principal porta d'entrada del país a través de l'aeroport internacional i del proper pas transandí Los Libertadores; tots dos concentren el 55,2% del total de persones que ingressen al país per any, la qual cosa equival a 1.119.840 persones el 2005. A més, és la principal destinació turística nacional: un estudi del Servei Nacional de Turisme va determinar que el 52,3% dels turistes (tant nacionals com internacionals) tenien com a destinació la categoria «Santiago i els seus voltants», als quals se suma un 2,9% corresponent a «centres hivernals», situats en la seva majoria a l'est de la capital.
Els serveis bàsics estan principalment en mans d'empreses privades des de la fi dels anys 1980. Chilectra és l'encarregada de la distribució elèctrica de Santiago, servida pel Sistema Interconnectat Central. Quant a l'aigua potable i el servei de clavegueram destaquen Aguas Andinas, propietat del Grup Agbar, les seves filials i l'empresa municipal SMAPA que abasta a Maipú i voltants. Metrogas és l'encarregada de la distribució de gas natural provinent principalment des del sud de l'Argentina a través del gasoducte de GasAndes.

## Cultura

### Patrimoni i monuments

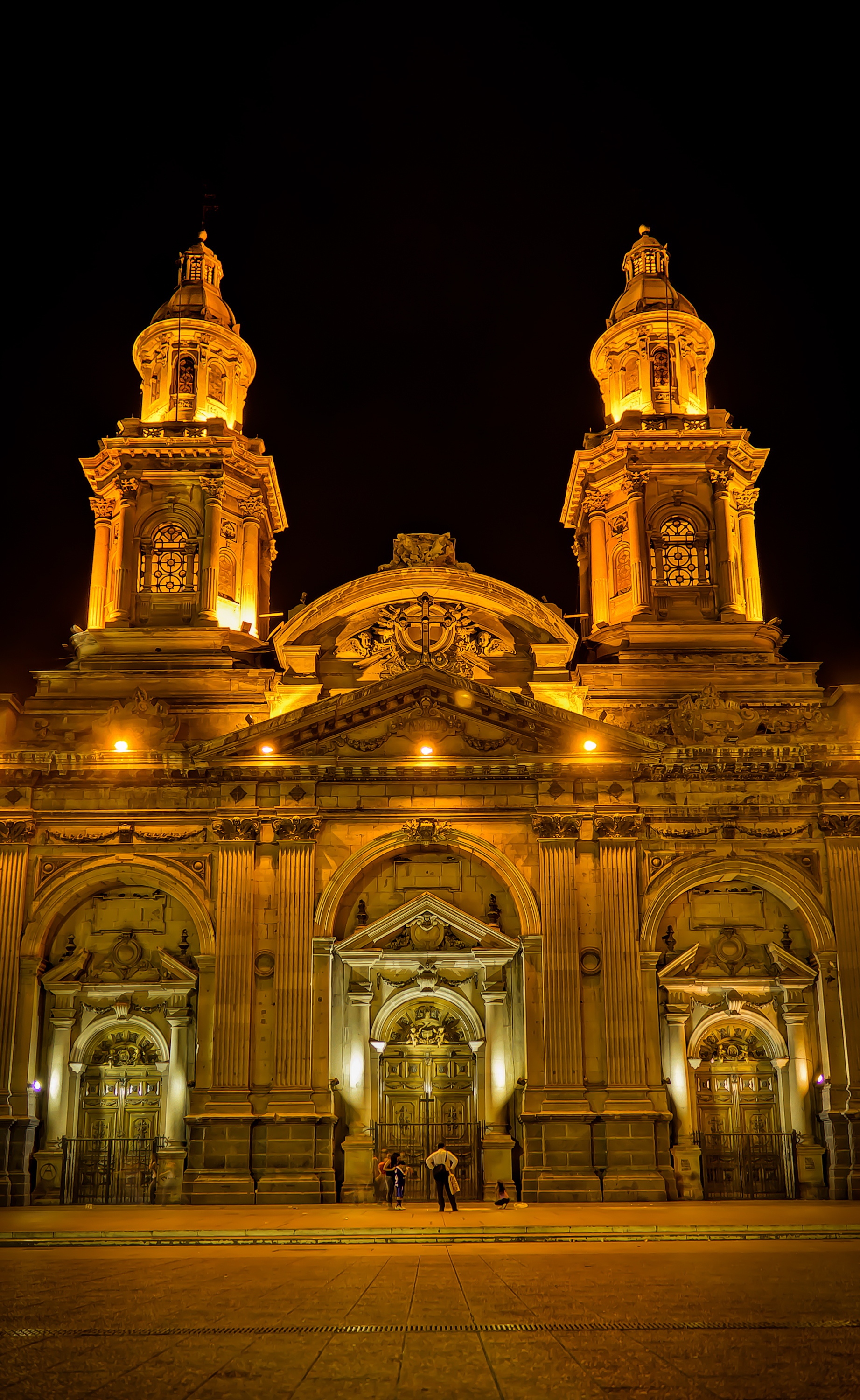
La Catedral Metropolitana de Santiago és un dels edificis més representatius de l'arquitectura colonial

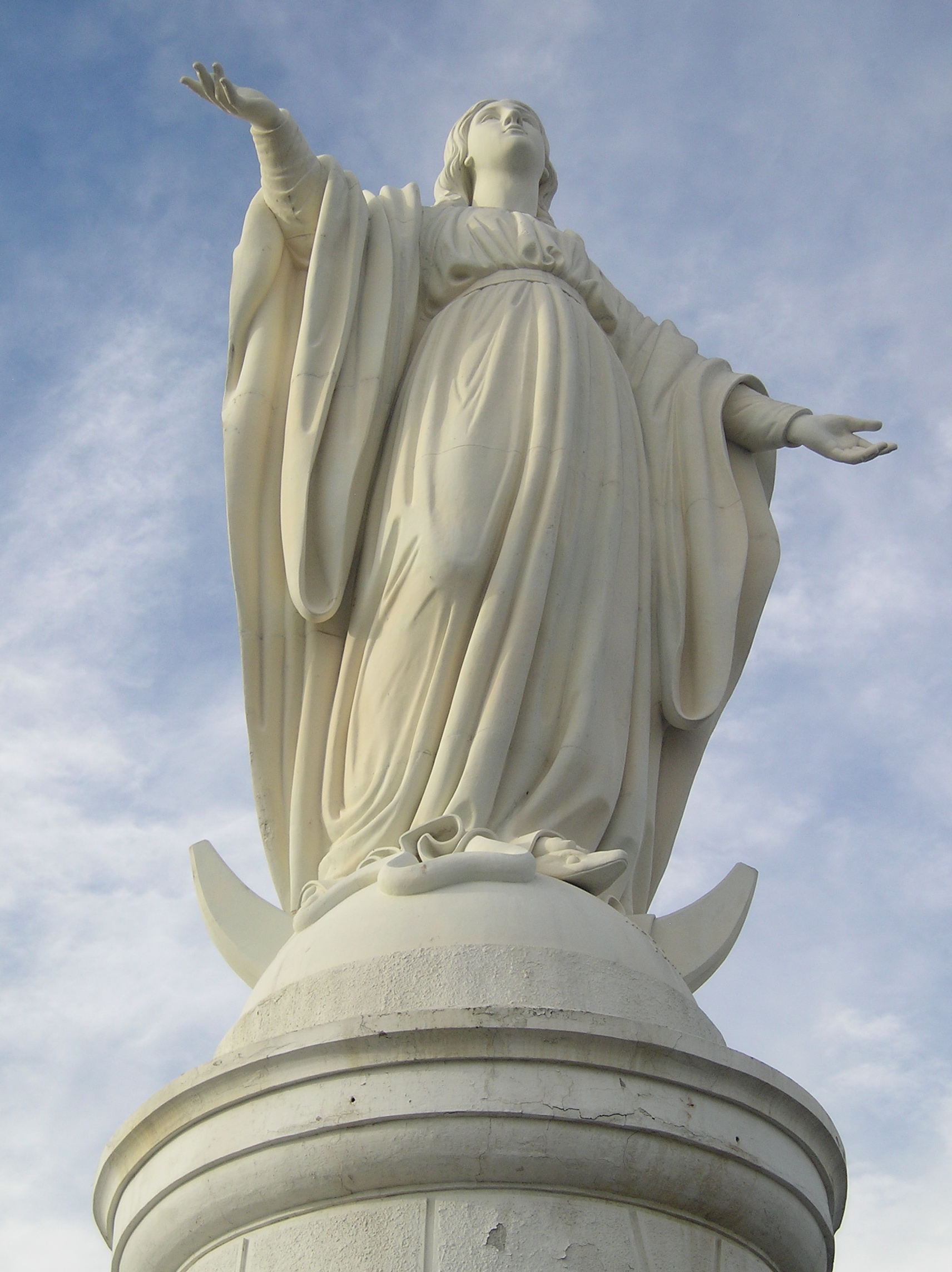
L'estàtua de la Mare de Déu en el turó San Cristóbal és un dels principals símbols de la ciutat.

Dins de l'àrea metropolitana de Santiago, existeixen 174 llocs patrimonials sota la custòdia del Consell de Monuments Nacionals, entre els quals es troben monuments arqueològics, arquitectònics i històrics, a més de barris i zones típiques. D'aquests, 93 es troben dins de la comuna de Santiago, considerada el centre històric de la ciutat. Encara que cap monument de Santiago ha estat declarat Patrimoni de la Humanitat per la Unesco, tres ja han estat proposats pel govern xilè: el santuari incàsic del turó El Plom, l'església i convent de San Francisco i el palau de la Moneda.
Al centre de Santiago es troben diverses edificacions construïdes durant la dominació espanyola i que, en la seva majoria, corresponen a temples catòlics, com la Catedral Metropolitana de Santiago o la ja esmentada església de San Francisco. Altres edificis de l'època són aquells situats en els costats de la Plaça d'Armes, com el Palau de la Reial Audiència, el Correu Central o la Casa Colorida.
Durant el segle xix i l'adveniment de la independència, noves obres arquitectòniques van començar a erigir-se a la capital de la jove república. L'aristocràcia va construir petits palaus per al seu ús residencial, principalment als voltants del barri República, i que es conserven fins a l'actualitat. A això se sumen altres estructures que van adoptar corrents artístics provinents d'Europa, com el Club Hípic de Santiago, les seus centrals de la Universitat de Xile i de la Universitat Catòlica, l'Estació Central i l'Estació Mapocho, el Mercat Central, la Biblioteca Nacional, el Museu de Belles arts i el Barri París-Londres, entre d'altres.
Diverses àrees verdes de la ciutat contenen en el seu interior i en els seus voltants diversos llocs de caràcter patrimonial. Dins dels més importants destaquen les fortificacions del turó Santa Lucía, el santuari de la Mare de Déu en el cim del turó San Cristóbal, les fastuoses criptes del Cementiri General de Santiago, el Parc Forestal, el Parc O'Higgins i el Parc Quinta Normal.

## Persones il·lustres
- Jorge Alessandri Rodríguez, President de la República entre 1958 i 1964.
- Michelle Bachelet, President de la República entre 2006 i 2010.
- Carmen Berenguer, escriptora.
- Eduardo Frei Montalva, President de la República entre 1964 i 1970.
- Matilde Ladrón de Guevara.
- Ricardo Lagos, President de la República entre 2000 i 2006.
- Pedro Lira, pintor, un dels principals artistes del segle xix.
- Carlos Lavin Acevedo (1883-1962) compositor i musicòleg.
- José Zapiola Cortés (1802-1875) compositor.
- Pedro Humberto Allende Sarón (1885-1959) compositor i folklorista.
- Osmán Pérez Freire (1880-1930) compositor i folklorista.
- Francisco Oliva (1820-1872) músic militar.
- René Amengual (1911-1954) compositor, pedagog i musicòleg.